# Philipp II. (Spanien)

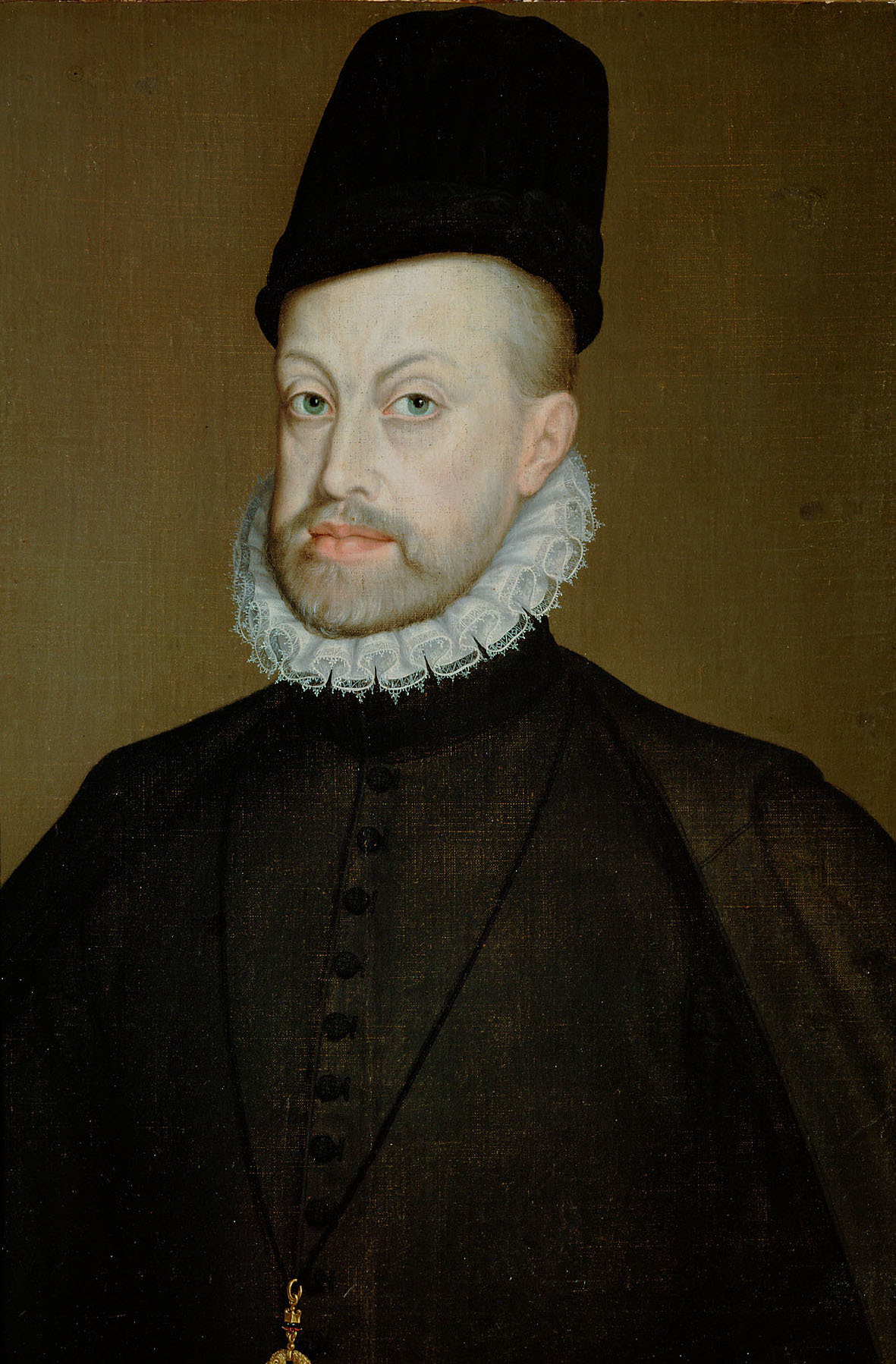
Alonso Sánchez Coello, Philipp II., um 1570, Kunsthistorisches Museum

Wappen Philipps II. (ab 1580)

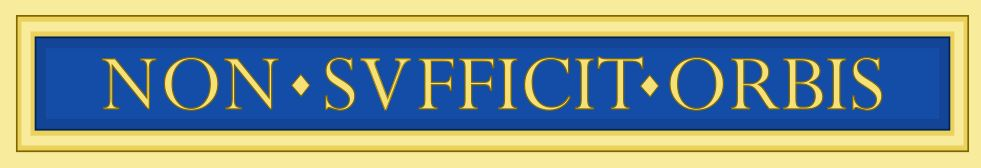
NON SVFFICIT ORBIS
(„Die Welt ist nicht genug“)

Philipp II. – spanisch Felipe II – (* 21. Mai 1527 im Palacio de Pimentel, Valladolid; † 13. September 1598 im El Escorial nahe Madrid) war ein spanischer Monarch aus der Dynastie der Habsburger (Casa de Austria).
Als einziger überlebender legitimer Sohn Karls V. regierte Philipp nach der Abdankung seines Vaters ab 1554 das Königreich Neapel und das Königreich Sizilien, ab 1555 die Spanischen Niederlande und ab 1556 das Königreich Kastilien und León, das Königreich Aragonien, das Königreich Valencia, das Königreich Navarra, das Fürstentum Katalonien, das Königreich Sardinien, das Herzogtum Mailand sowie das spanische Kolonialreich und ab 1580 als Philipp I. in Personalunion auch das Königreich Portugal mit seinen Kolonien. Als King Consort von Maria I. war er außerdem 1554–1558 iure uxoris König von England und Irland. Die Philippinen tragen bis heute seinen Namen.
Philipp II. war ein gläubiger Katholik und trat vehement für die Gegenreformation ein. Er sah sich berufen, den Katholizismus in den von ihm regierten Ländern durchzusetzen und den immer stärker werdenden Protestantismus gewaltsam zurückzudrängen (Spanische Inquisition). Dies führte zu anhaltenden militärischen Konflikten mit den Niederlanden (Achtzigjähriger Krieg 1568–1648) und England (Englisch-Spanischer Krieg 1585–1604), gegen das er 1588 vergeblich die Armada aussandte. Bedingt durch die enormen Gold- und Silberlieferungen aus den amerikanischen Besitzungen erlangte das spanische Weltreich unter Philipp den Höhepunkt seiner globalen Vormachtstellung, was auch zu einer hohen Blüte von Kunst und Kultur führte (Siglo de Oro). Aufgrund der zahlreichen militärischen Konflikte war Spanien aber gegen Ende seiner Regierungszeit bereits im Niedergang begriffen und es musste dreimal den Staatsbankrott erklären (1557, 1575 und 1596).
Als repräsentativen Herrschaftssitz ließ Philipp den Klosterpalast Real Sitio de San Lorenzo de El Escorial errichten. Sein Wahlspruch lautete Non sufficit orbis („Die Welt ist nicht genug“), womit er das Motto Plus Ultra („Immer weiter“) seines Vaters übertraf. Nach 42-jähriger Regierung starb Philipp II. am 13. September 1598.

## Leben

### Die frühen Jahre

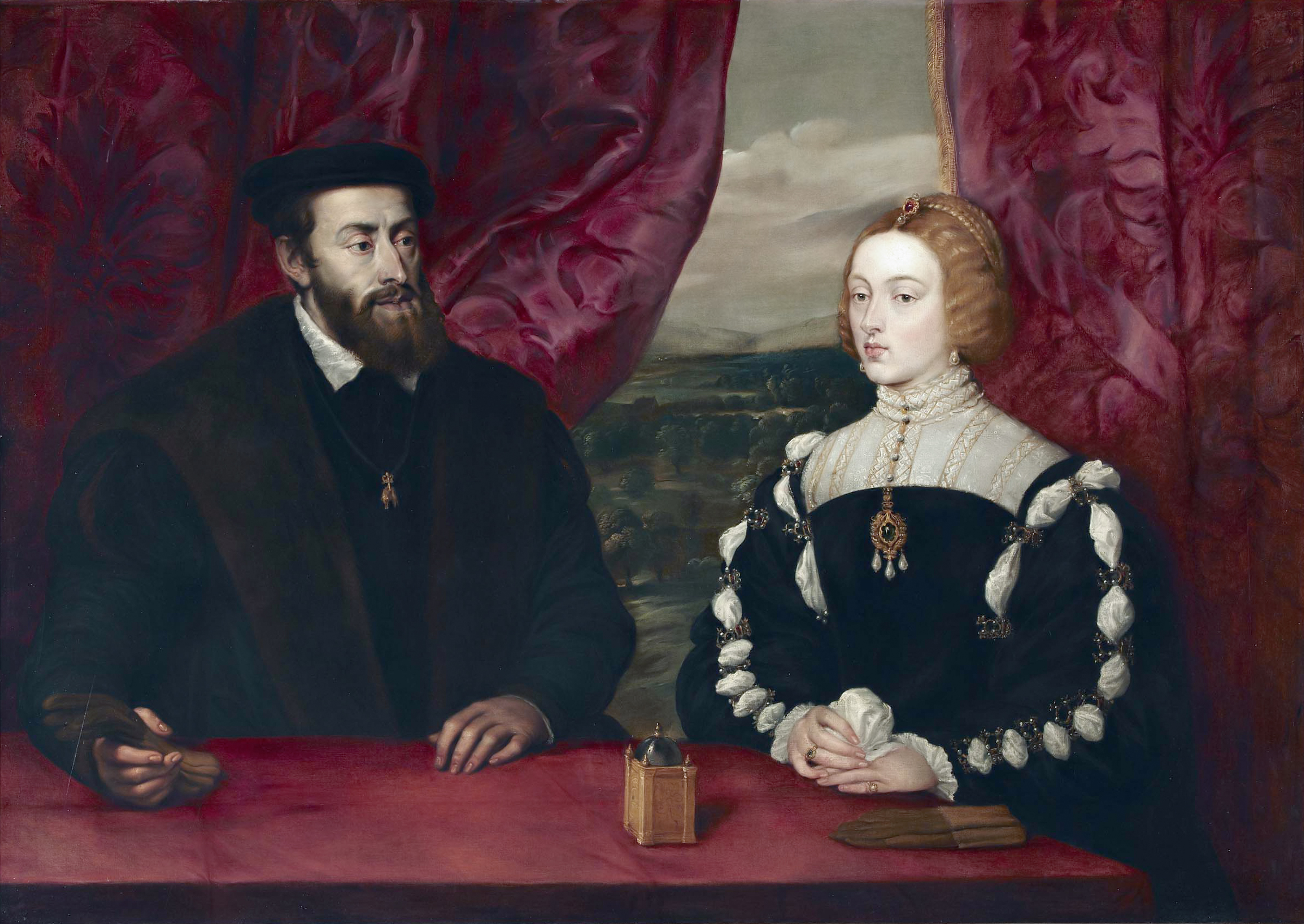
Peter Paul Rubens nach Tizian, die Eltern Philipps: Karl V. und Isabella von Portugal, Liria-Palast

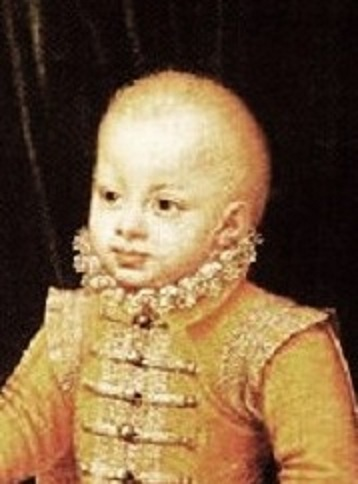
Kinderportrait Philipps (unbekannter Künstler)

Philipp (spanisch Felipe de Austria) wurde am 21. Mai 1527 in Valladolid geboren. Er war der einzige überlebende Sohn aus der Ehe des Römisch-deutschen Kaisers und spanischen Königs Karl V. mit Isabella von Portugal. Zum Zeitpunkt seiner Geburt trug Philipp die Titel Erzherzog von Österreich, Fürst von Girona sowie Prinz von Flandern und Burgund. Bereits am 19. April 1528 leisteten die kastilischen Cortes in Madrid dem elf Monate alten Thronfolger, nunmehr Fürst von Asturien, ihren Treueid.
Bis zum Tod der Mutter im Jahr 1539 wuchs Philipp an deren von der kastilischen Lebensart geprägtem Hof gemeinsam mit seinen jüngeren Schwestern Maria und Johanna auf. Isabella erzog ihren einzigen Sohn unnachsichtig und bestrafte ihn streng, wenn er sich nach ihrer Ansicht für einen Kaisersohn nicht würdevoll genug benahm. Neben Isabella kam deren Hofdame, Leonor de Mascareñas, in der frühen Erziehung eine wichtige Rolle zu.
Als Herrscher über heterogene, in ganz Europa verteilte Gebiete („composite monarchy“) verbrachte Karl V. während seiner gesamten Regierungszeit insgesamt nur etwa zehn Jahre in Spanien und war durch Kriege gegen Frankreich und Religionskonflikte mit den Protestanten im Heiligen Römischen Reich häufig abwesend. Trotzdem nahm Karl auf Spanien, das Stammland seiner Macht, besondere Rücksicht; er richtete große Sorgfalt auf die Erziehung Philipps und ließ den designierten Thronfolger bewusst in der kastilischen Landestradition erziehen. Unüblich für damalige Herrscherhäuser, konnte Philipp bis zum sechsten Lebensjahr weder lesen noch schreiben, was den Kaiser dazu bewog, Juan de Zúñiga y Avellaneda zum Prinzenerzieher zu bestimmen. Dieser stellte ein breit gefächertes Ausbildungsprogramm zusammen, und Philipp erhielt eine gründliche, akademische Bildung, die dem Geist der Renaissance entsprach. Philipp wurde durch den Gelehrten Juan Ginés de Sepúlveda anhand der Werke des Humanismus unterrichtet, der Mathematiker Pedro Ciruelo vermittelte ihm naturwissenschaftliche Inhalte und ab 1534 unterstand die religiöse Erziehung dem Kleriker Juan Martínez Silíceo. Neben der kastilischen Sprache beherrschte Philipp Portugiesisch und Latein, hatte jedoch Schwierigkeiten beim Erlernen von Deutsch und Französisch, was sich später negativ auf seine Herrschaft auswirken sollte. Durch seine beiden adeligen Pagen Ruy Gómez de Silva und Luis de Zúñiga y Requesens erhielt der Kronprinz zusätzlichen Unterricht in der Jagd, mittelalterlichem Tjost, Tanz und Musik. Für einen zeitgenössischen Herrscher erlangte Philipp eine herausragende Bildung und entwickelte eine große Sammelleidenschaft, die sich auf Bücher und Kunstgegenstände, aber auch Reliquien und mechanische Instrumente erstreckte. An seinem Lebensende umfasste seine Privatbibliothek, die als die größte des damaligen Abendlandes galt, mehr als 13.500 Bände (darunter Handschriften in Griechisch, Hebräisch und Arabisch). Großes Interesse entwickelte Philipp für Geografie, Kartografie, Architektur und Naturkunde.
Bei Philipp zeigten sich früh Charaktereigenschaften wie Introvertiertheit, emotionale Kühle und ausgeprägte Religiosität, die sich im Verlauf seines Lebens noch verstärkten. Das ihm von Kindheit an vermittelte stark ausgeprägte monarchische Bewusstsein ließ ihn Distanz zu seiner engsten Umgebung wahren. Bestimmend für seinen Lebensstil war der Sinn für die rituelle Regelmäßigkeit des aus Burgund stammenden Hofzeremoniells; sein Tagesablauf musste einer starren Routine und einem strengen Zeitplan folgen. Großes Augenmerk legte er auf Gesundheit und Reinlichkeit.

### Erste Regentschaft

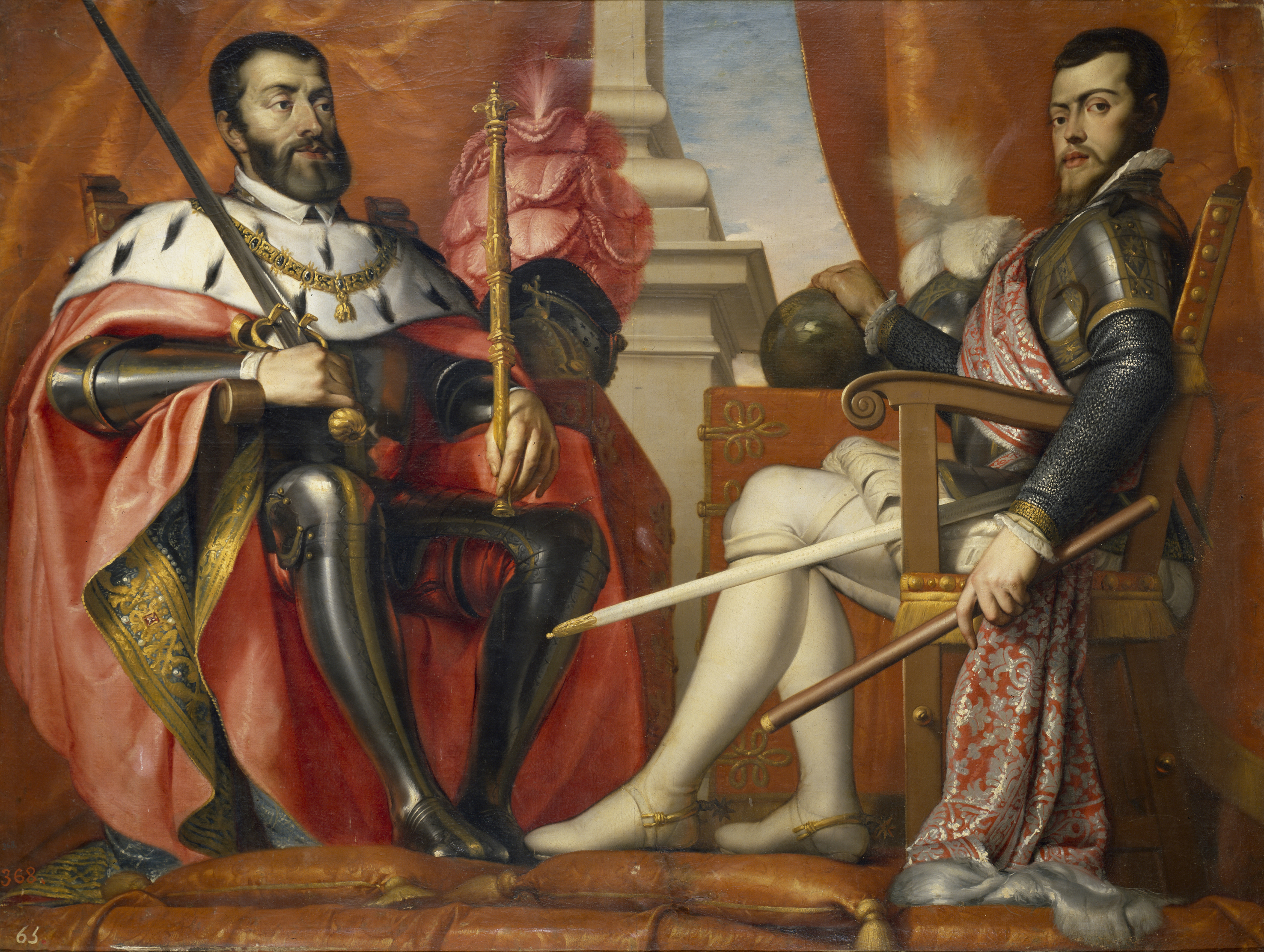
Antonio Fernandez Arias, Kaiser Karl V. (links) und Philipp II. (rechts), Museum der Geschichte Madrids

Am 1. Mai 1539 erlag Isabella von Portugal den Folgen einer Fehlgeburt und verstarb. Der elfjährige Philipp, der dem Zeremoniell entsprechend den Sarg noch einmal öffnen musste, um die Tote zu identifizieren, brach beim Anblick des in Verwesung übergegangenen Gesichts seiner Mutter ohnmächtig zusammen. Der kurzzeitig zurückkehrende Karl V. übertrug dem Erzbischof von Toledo, Juan Pardo de Tavera, die Regentschaft über Spanien und beauftragte ihn, seinen Sohn in die Staatsgeschäfte einzuführen. Auf Wunsch des Vaters sollte der Thronfolger auch das Kriegshandwerk erlernen, weshalb Philipp die Truppen des kaiserlichen Feldherrn Fernando Álvarez de Toledo, Herzog von Alba begleitete und 1542 an der Belagerung Perpignans teilnahm.
Im Jahr 1535 starb Francesco II. Sforza ohne Erben, und die direkte männliche Linie der Sforza erlosch. Sowohl Kaiser Karl V. als auch der französische König Franz I. erhoben daraufhin Anspruch auf die Nachfolge im Herzogtum Mailand für sich, was erneut zum Kriegsausbruch führte. Karl siegte und verleibte das wohlhabende Mailand im Jahr 1545 seinem Herrschaftsbereich ein. Zur Untermauerung seines Anspruchs hatte er Philipp bereits am 11. Oktober 1540 zum Herzog von Mailand ernannt, die Verwaltung jedoch den dortigen Behörden überlassen. Nachdem Karl wieder nach Flandern hatte eilen müssen, übertrug er dem sechzehnjährigen Philipp am 4. Mai 1543 erstmals die Regentschaft in Spanien. Der Kaiser stellte Philipp erfahrene Berater zur Seite, darunter den Finanzsekretär Francisco de los Cobos y Molina und den Herzog von Alba, der zu einem der wichtigsten Ratgeber des jungen Regenten werden sollte. In einem ersten Testament erteilte Karl seinem Sohn vielfältige Ratschläge und Instruktionen für dessen zukünftiges Leben als Monarch:

„Für Eure Person müßt Ihr ruhig und gemessen sein. Führt niemals etwas im Zorne aus. Seid zugänglich und leutselig, höret guten Rat und hütet Euch, wie vor dem Feuer, vor den Schmeichlern. Damit Ihr Eure Aufgabe besser erfüllen könnt, habe ich Euch alle königlichen Ratskollegien hier gelassen (…) Ich bitte und beschwöre Euch, daß Ihr Euch genau danach richtet (…) Bisher sind Eure Umgebung Knaben gewesen und Eure Vergnügungen diesen entsprechend. Von jetzt an werdet Ihr für sie der Herr sein und die Begleitung gereifter Männer suchen müssen …“

Den intimen Ermahnungen ließ Karl ein zweites, streng geheimes und nur für Philipp bestimmtes Testament folgen. Darin gab er scharfe Charakteristiken der Minister und Ratgeber und Anweisungen, wie der junge Regent mit ihnen umzugehen habe.
In jenen Jahren wurde die spanische Kolonisation in Süd- und Mittelamerika, aber auch in Ostasien vorangetrieben. Zu Ehren des neuen Regenten benannte der Entdecker Ruy López de Villalobos die Insel Leyte als „Las Islas Filipinas“, was bald darauf auf den gesamten Archipel der bis heute so genannten Philippinen übertragen wurde.

### Erste Ehe mit Maria von Portugal

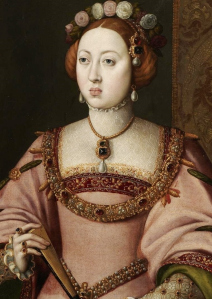
Unbekannter Maler, Maria von Portugal, Ausschnitt, Museo del Prado

Am 13. November 1543 heiratete Philipp in Salamanca seine Cousine Maria von Portugal. Diese war die Tochter des portugiesischen Königs Johann III., des Bruders von Philipps Mutter, und Katharinas von Kastilien, der Schwester von Philipps Vater. Der politische Hintergrund dieser Verbindung war das Bemühen, die Beziehungen zwischen der spanischen und portugiesischen Dynastie zu festigen. Die Heirat festigte den habsburgischen Erbanspruch auf das Königreich Portugal, im Falle eines Aussterbens des Hauses Avis auch das letzte unabhängige Königreich der Iberischen Halbinsel unter spanische Herrschaft zu bringen. Der Erbfall trat mit dem Tod Heinrichs I. im Jahr 1580 ein.
Nach zweijähriger Ehe wurde Maria bei der Geburt des Sohnes Don Carlos (* 8. Juli 1545; † 24. Juli 1568) durch die Helferinnen so schwer verletzt, dass sie zu fiebern begann und vier Tage später am 12. Juli 1545 vermutlich an einer Infektion im Wochenbett verstarb.
Nach dem frühen Tod Marias strebte Philipp zunächst wieder eine Heirat mit einer portugiesischen Prinzessin an, lebte jedoch bis zur nächsten Ehe mit seiner Mätresse Isabel de Osorio, der Tochter des Grafen von Astorga.

### Aufenthalt im Reich

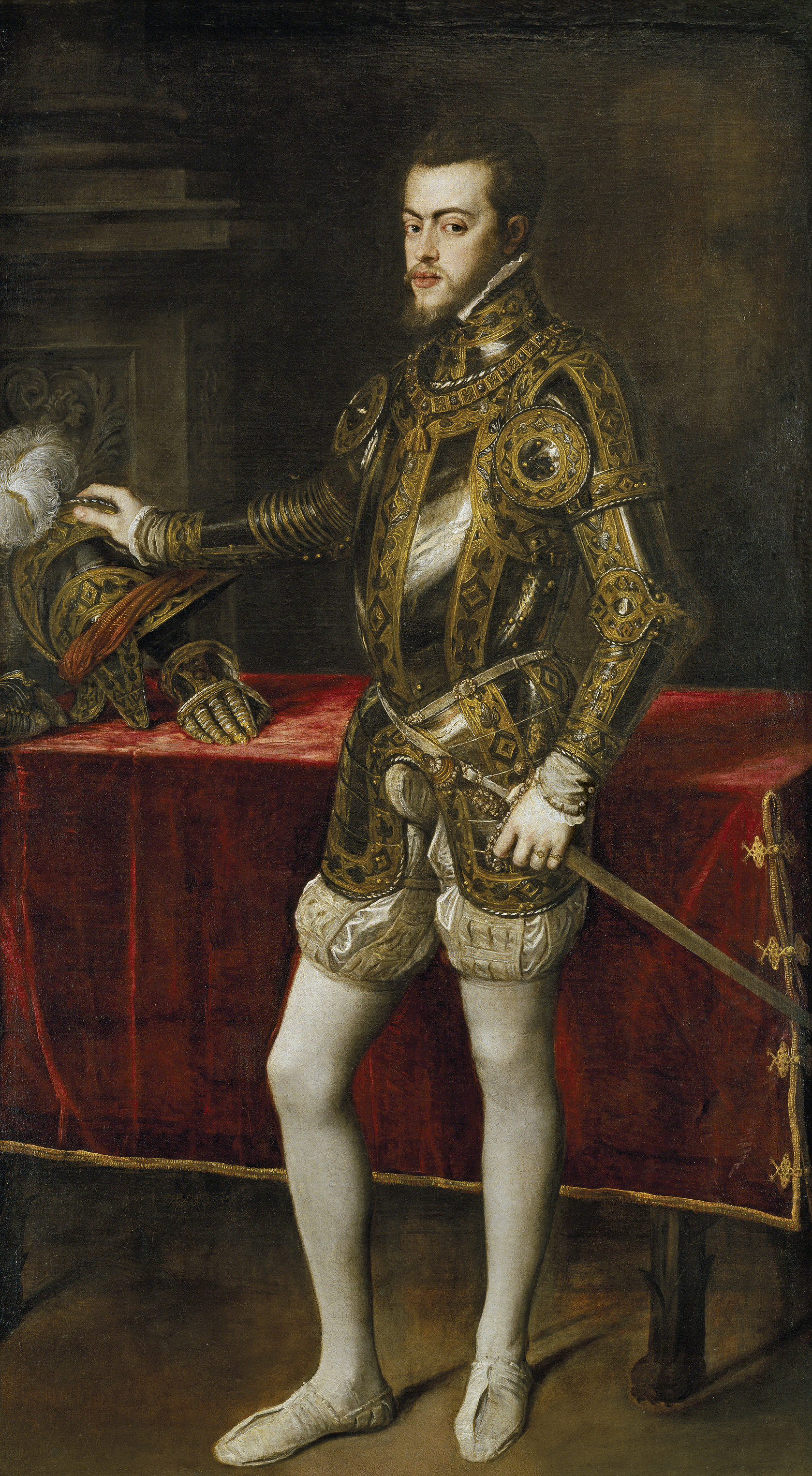
Tizian, Philipp als Thronfolger, 1551, Museo del Prado

Auf Geheiß des Vaters verließ Philipp 1548 erstmals Spanien und besuchte für mehrere Jahre die unterschiedlichen Territorien unter habsburgischer Herrschaft. Am 2. Oktober 1548 ging er von Valladolid nach Barcelona, landete mit seinem Gefolge am 25. November in Genua und reiste entlang der spanischen Straße über Mailand, Tirol, Augsburg und Luxemburg nach Mitteleuropa. Schließlich zog Philipp mit seinem Gefolge am 1. April 1549 feierlich in Brüssel ein und traf nach siebenjähriger Trennung wieder mit seinem kaiserlichen Vater zusammen. Zu Ehren des Kronprinzen wurden zahlreiche Festlichkeiten abgehalten, die neben Bällen vor allem durch mittelalterliche Ritterturniere geprägt waren. Um seine zukünftigen Herrschaftsgebiete zu erkunden, bereiste Philipp anschließend ein Jahr lang die Niederlande und kam in Kontakt mit dem dortigen Kulturleben, das ihn nachhaltig prägen sollte. Zeit seines Lebens war Philipp ein Sammler von Werken niederländischer Maler.
Von den Niederlanden aus brach Philipp am 31. Mai 1550 zu einer Reise ins Heilige Römische Reich auf und nahm bis zum 14. Februar 1551 an der Seite seines Vaters am Reichstag zu Augsburg teil. Während des dortigen Aufenthalts kam es zu Treffen mit Vertretern der österreichischen Linie des Hauses. Anders als die meisten Habsburger der Generationen vor ihm, die in der Regel eine äußerst polyglotte und internationale Sozialisierung durchlaufen hatten, war Philipp in Spanien mit kastilischer Muttersprache aufgewachsen, ohne andere wichtige Sprachen ausreichend erlernt zu haben. Verstärkt durch seine persönliche Distanziertheit verhinderten die mangelhaften Sprachkenntnisse eine Kommunikation mit der anderssprachigen Umwelt und so galt er innerhalb der österreichischen Verwandtschaft bald als hochmütig. Auf dem Reichstag versuchte Karl V. die deutschen Reichsfürsten für die Wahl seines Sohnes zum römisch-deutschen König zu gewinnen und Philipp damit zu seinem designierten Nachfolger im Reich zu machen. Karls jüngerer Bruder Ferdinand, seit 1521 Herrscher über die habsburgischen Erblande, beharrte hingegen auf seinen eigenen Ansprüchen. Er war nicht bereit, Philipp zu akzeptieren und setzte durch, dass auch sein Sohn Erzherzog Maximilian an den Verhandlungen teilnahm. Nach langen Verhandlungen einigte man sich am 9. März 1551 in Augsburg schließlich auf einen Kompromiss, der kaum Aussicht auf Realisierung hatte. Er sah vor, dass Philipp zum römischen König und damit zum Nachfolger Ferdinands gewählt werden sollte, auf Philipp sollte Maximilian folgen. Das Vorhaben scheiterte bereits in ersten Gesprächen mit den Kurfürsten, die eine Kandidatur des „Spaniers“ Philipp ablehnten und im Hintergrund die Gefahr einer Erbmonarchie sahen. Letztlich war Karl gezwungen, auf die Nachfolge seines Sohnes im Reich zu verzichten.

### Zweite Ehe mit Maria Tudor

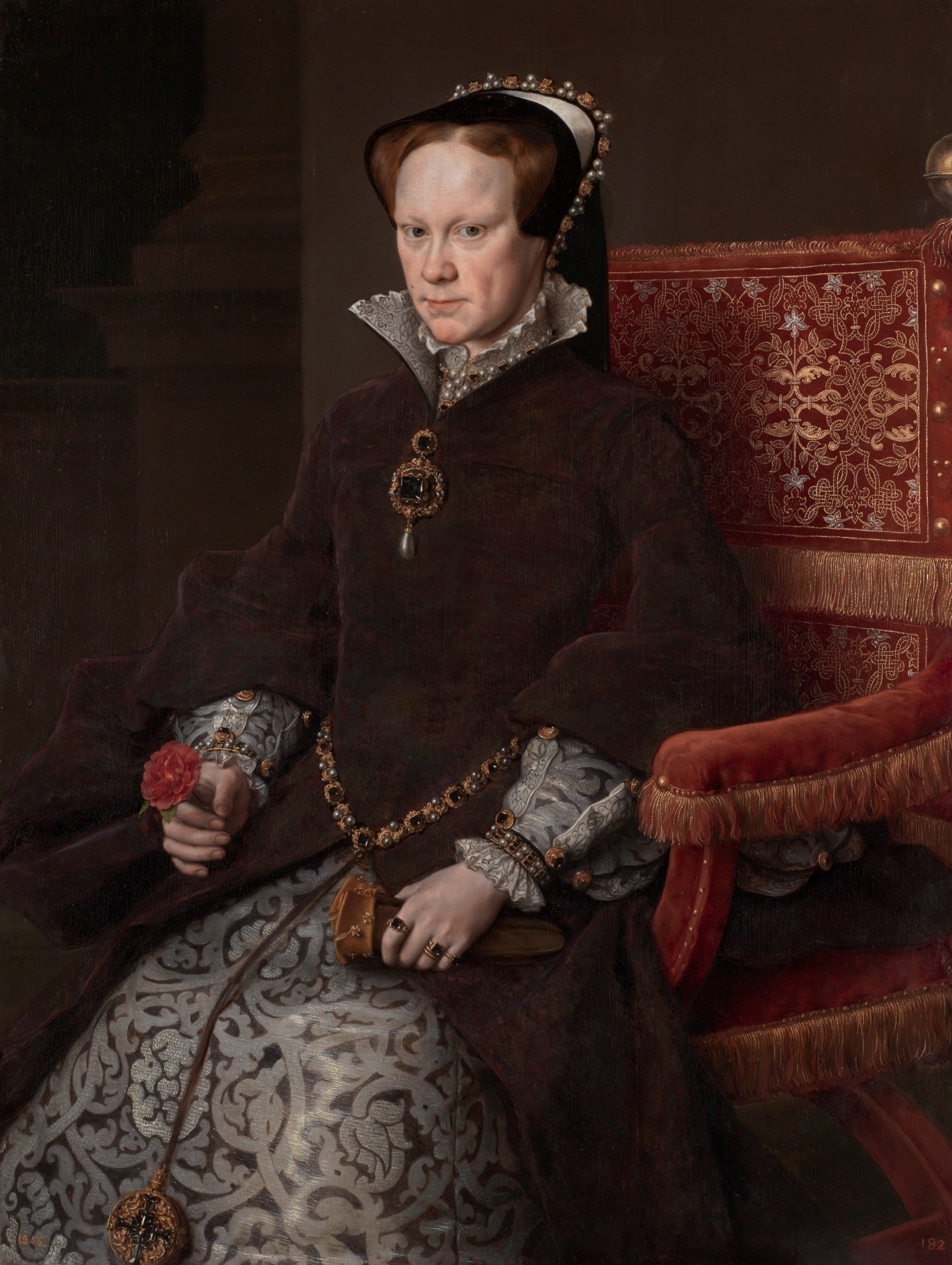
Anthonis Mor, Maria I., 1554, Museo del Prado

Im Juli 1553 hatte Maria Tudor den englischen Thron bestiegen und damit begonnen, den Katholizismus in dem seit zwei Jahrzehnten protestantischen Land (s. Church of England) wieder durchzusetzen. Aufgrund der unter ihrer Regentschaft einsetzenden Verfolgung von Nichtkatholiken erhielt sie in der Geschichtsschreibung den Beinamen „die Blutige“ (Bloody Mary). Über den Diplomaten Simon Renard suchte Karl V. den Kontakt mit seiner Cousine, die somit auch Philipps Tante zweiten Grades war, und schlug der englischen Königin am 10. Oktober 1553 ihre Vermählung mit dem spanischen Kronprinzen vor. Als Erbe Burgunds hoffte Karl, die englisch-burgundische Allianz aus dem Hundertjährigen Krieg wiederzubeleben; Maria wiederum hoffte, mit der Verbindung nach Spanien die Katholisierung Englands abzusichern und schnellstmöglich einen katholischen Thronfolger zu gebären, der ihre protestantische Halbschwester Elisabeth von der Thronfolge ausgeschlossen hätte. Maria war freudig und besorgt zugleich, da sie elf Jahre älter war als Philipp und der Bräutigam in England auf große Ablehnung stoßen würde (Wyatt-Verschwörung).
Am 21. Juli 1554 landete Philipp in England und heiratete Maria vier Tage später in der Kathedrale von Winchester. Gemäß dem Ehevertrag erhielt Philipp zwar den Titel eines Königs von England, seine reale Macht war jedoch auf die Funktionen eines Prinzgemahls reduziert. Er durfte seine Frau bei der Verwaltung unterstützen, allerdings keine Gesetzesänderungen durchführen. Sollten aus der Ehe Nachkommen hervorgehen, so würde eine Tochter England und die Niederlande regieren, ein Sohn sollte England sowie Philipps Gebiete in Süddeutschland und Burgund erben. Sowohl Königin als auch eventuelle Nachkommen sollten das Land nur unter Zustimmung des Adels verlassen, zudem sicherte eine Klausel England dagegen ab, in die Kriege der Habsburger involviert zu werden oder Zahlungen an das Reich leisten zu müssen. Spanier durften nicht in den Kronrat aufgenommen werden. Der Vertrag gehörte zu den vorteilhaftesten, den England je abgeschlossen hatte, Philipp selbst war erbost über seine Rolle. Privat erklärte er, dass er sich nicht an eine Vereinbarung gebunden sah, die ohne sein Einverständnis zustande gekommen war. Er würde, so Philipp, nur unterzeichnen, damit die Heirat stattfinden konnte, „aber keinesfalls, um sich und seine Erben daran zu binden, die Paragraphen einzuhalten, besonders nicht jene, die sein Gewissen belasten würden.“ Trotz der Vorbehalte zeigte sich Philipp Maria gegenüber als pflichtbewusster, freundlicher Ehemann.
Kaum zwei Monate nach der Hochzeit galt Maria als schwanger und die Geburt des Kindes wurde für den April 1555 erwartet. Als jedoch der Juli verstrich, ohne dass sie ein Kind geboren hatte, wurde offensichtlich, dass sie entweder an einer Krankheit oder an einer Scheinschwangerschaft litt. Nur die Aussicht auf die Geburt eines Erben hatte Philipp in England gehalten, weshalb er das Land am 19. August 1555 auf Geheiß des Vaters verließ und nach Flandern reiste. Erst im März 1557 kehrte Philipp, mittlerweile nach der Abdankung seines Vaters, zu Maria nach England zurück, um militärische Unterstützung anzufordern. Er blieb bis Juli und konnte Maria dazu bewegen, Spanien im Krieg gegen Frankreich beizustehen und die französische Küste zu attackieren, um die an mehreren Fronten kämpfenden spanischen Truppen zu entlasten.
Als Maria am 17. November 1558 kinderlos gestorben war, zog Philipp kurzzeitig eine Vermählung mit deren Halbschwester Königin Elisabeth I. von England in Erwägung. Diese fürchtete einen zu starken spanischen Einfluss und lehnte das Heiratsangebot ab.

„Meine Schwester hat durch die Heirat mit Euch die Gunst ihres Volkes verspielt, glaubt Ihr, ich werde denselben Fehler machen?“

### Herrschaftsübernahme (1555/56)

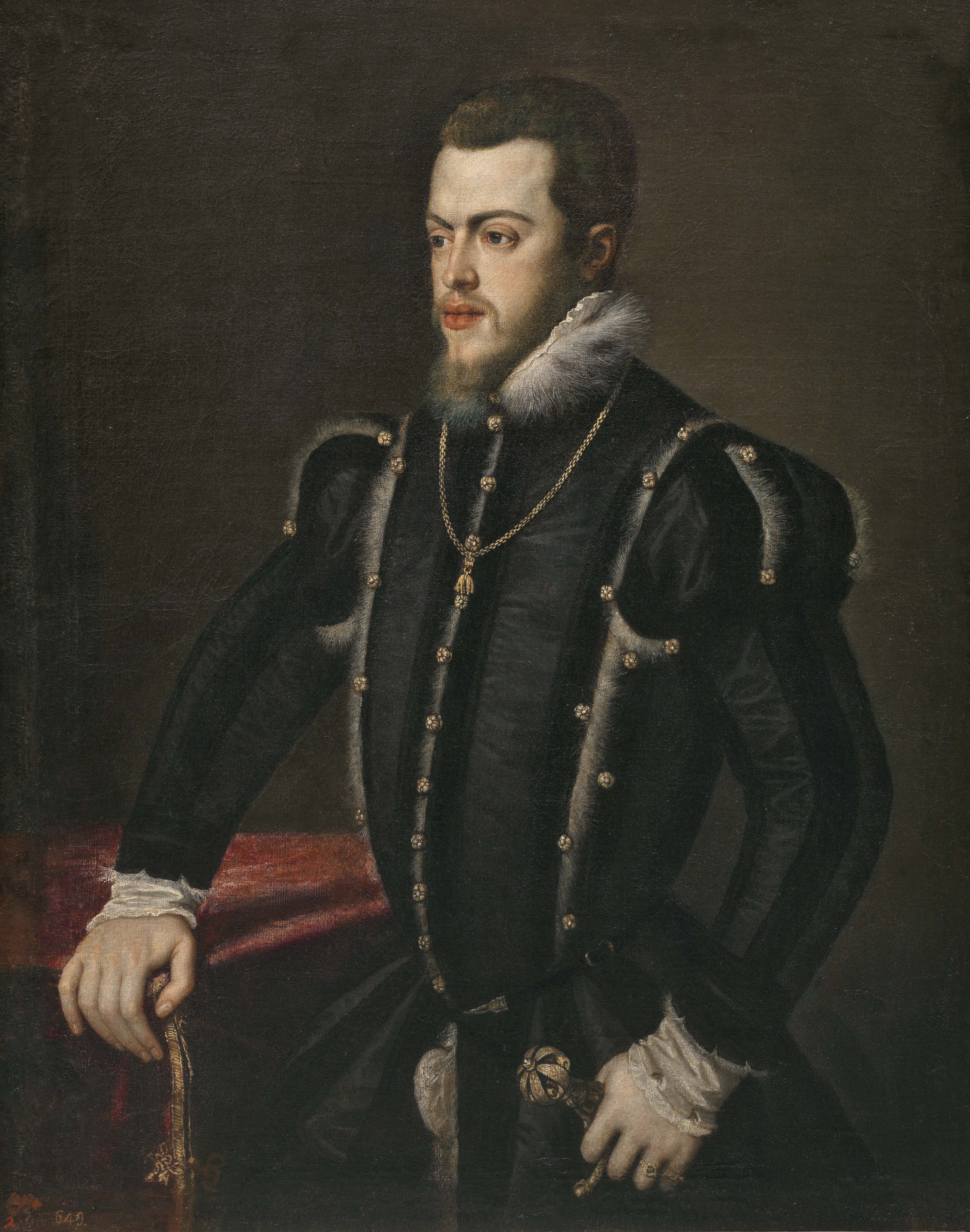
Tizian, Philipp II. als junger Herrscher, Museo del Prado

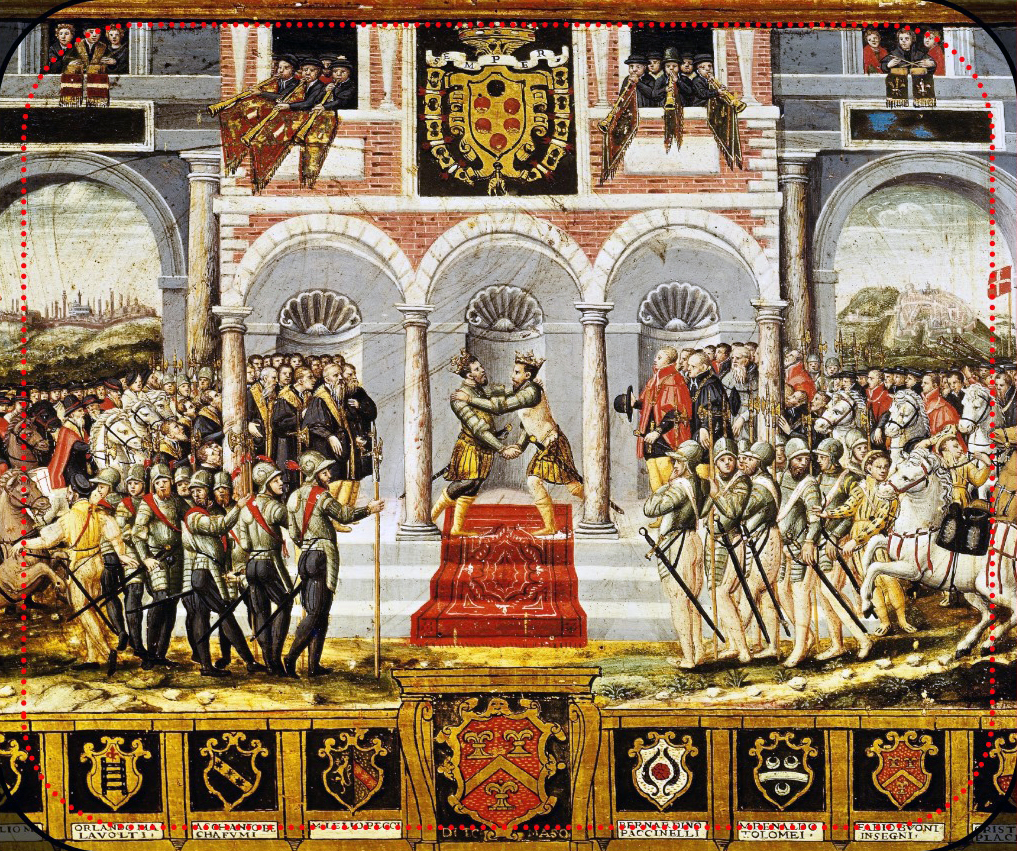
Frieden von Cateau-Cambrésis

Bereits anlässlich der Hochzeit mit Maria Tudor hatte Karl seinem Sohn am 25. Juli 1554 die Herrschaft über das Königreich Neapel übertragen. In einem feierlichen Staatsakt am 25. Oktober 1555 in der Aula Magna des Brüsseler Palastes Coudenberg übergab Karl V. die Herrschaft über die Niederlande an Philipp und legte das Amt des Großmeisters des Ordens vom Goldenen Vlies nieder. Aufgrund mangelnder Französischkenntnisse verlas Philipps Minister Antoine Perrenot de Granvelle vor den versammelten niederländischen Ständen die persönliche Ansprache des neuen Souveräns. Am 16. Januar 1556 ging dann auch die Herrschaft über die Reiche der Krone von Aragonien, der Krone von Kastilien und das Kolonialreich auf Philipp II. über. Die Herrschaft in den habsburgischen Erblanden (Österreich, Böhmen und Ungarn) und die Kaiserkrone übertrug Karl seinem Bruder Ferdinand und teilte damit die Dynastie in zwei Linien. Nach erfolgter Übergabe der Herrschaftsrechte zog sich Karl in einen kleinen Palast zurück, welchen er sich direkt neben das abgelegene Kloster von Yuste, in der spanischen Extremadura, bauen ließ. Er verstarb dort am 21. September 1558. Als neuer Verteidiger seiner gottgewollten Aufgaben ließ sich Philipp zum Ritter vom Heiligen Grab schlagen.
Von seinem Vater hatte Philipp den Dauerkonflikt mit Frankreich um die Vormachtstellung in Europa geerbt und wurde von diesem ermutigt, den Kampf gegen die Franzosen fortzusetzen (→ vgl. Hauptartikel Italienische Kriege). Der am 5. Februar 1556 geschlossene Waffenstillstand von Vaucelles, in welchem dem französischen König Heinrich II. die Bistümer Metz, Verdun und Toul sowie das Piemont zugesprochen worden waren, war nur von kurzer Dauer und Frankreich verbündete sich mit Papst Paul IV. gegen Philipp. Dieser antihabsburgischen Allianz war jedoch kein Erfolg beschieden, denn der Herzog von Alba besetzte den Kirchenstaat und der Papst musste am 12. September 1557 in den Frieden von Cave-Palestrina einwilligen. Vor dem drohenden Waffengang mit Frankreich hatte sich Philipp die militärische Unterstützung der Niederlande gesichert und den Generalstaaten widerwillig Zugeständnisse eingeräumt. Die Spanier standen unter dem Kommando Emanuel Philiberts von Savoyen, Lamoral von Egmond befehligte die spanisch-niederländische Reiterei. Der wiedereröffnete Krieg wurde rasch durch die Schlachten bei Saint-Quentin (10. August 1557) und Gravelines (13. Juli 1558) entschieden. Die mit Spanien verbündete englische Armee unter William Herbert, 1. Earl of Pembroke erreichte das Schlachtfeld nicht rechtzeitig, spielte jedoch bei der anschließenden Eroberung der Stadt Saint-Quentin eine wichtige Rolle. Nach diesem Sieg über die Franzosen hinterließ der Anblick des Schlachtfeldes bei Philipp eine dauerhafte Abneigung gegen den Krieg, weshalb er es im Weiteren ablehnte, den Vorteil zu nutzen und den geschlagenen Feind zu verfolgen. Stattdessen zog er sich mit seiner Streitmacht in die Niederlande zurück und schloss am 3. April 1559 den Frieden von Cateau-Cambrésis mit Frankreich. Heinrich verzichtete auf alle Ansprüche in Italien, behielt aber die 1552 besetzten Bistümer von Metz, Toul und Verdun. Philipps Herrschaft in den italienischen Territorien sowie die burgundischen Besitzungen wurden endgültig bestätigt, der verbündete Emanuel Philibert von Savoyen erhielt seine Gebiete in Savoyen und dem Piemont von Frankreich zurück.
Der Frieden von Cateau-Cambrésis beendete die über sechzig Jahre dauernde Auseinandersetzung mit Frankreich und bildete den Höhepunkt der spanischen Großmachtpolitik. Um sich in Spanien als König anerkennen zu lassen, verließ Philipp im August 1559 die Niederlande. Zur Statthalterin ernannte er seine Halbschwester Margarethe von Parma, eine uneheliche Tochter Karls V. mit Johanna van der Gheynst.

### Dritte Ehe mit Elisabeth von Valois

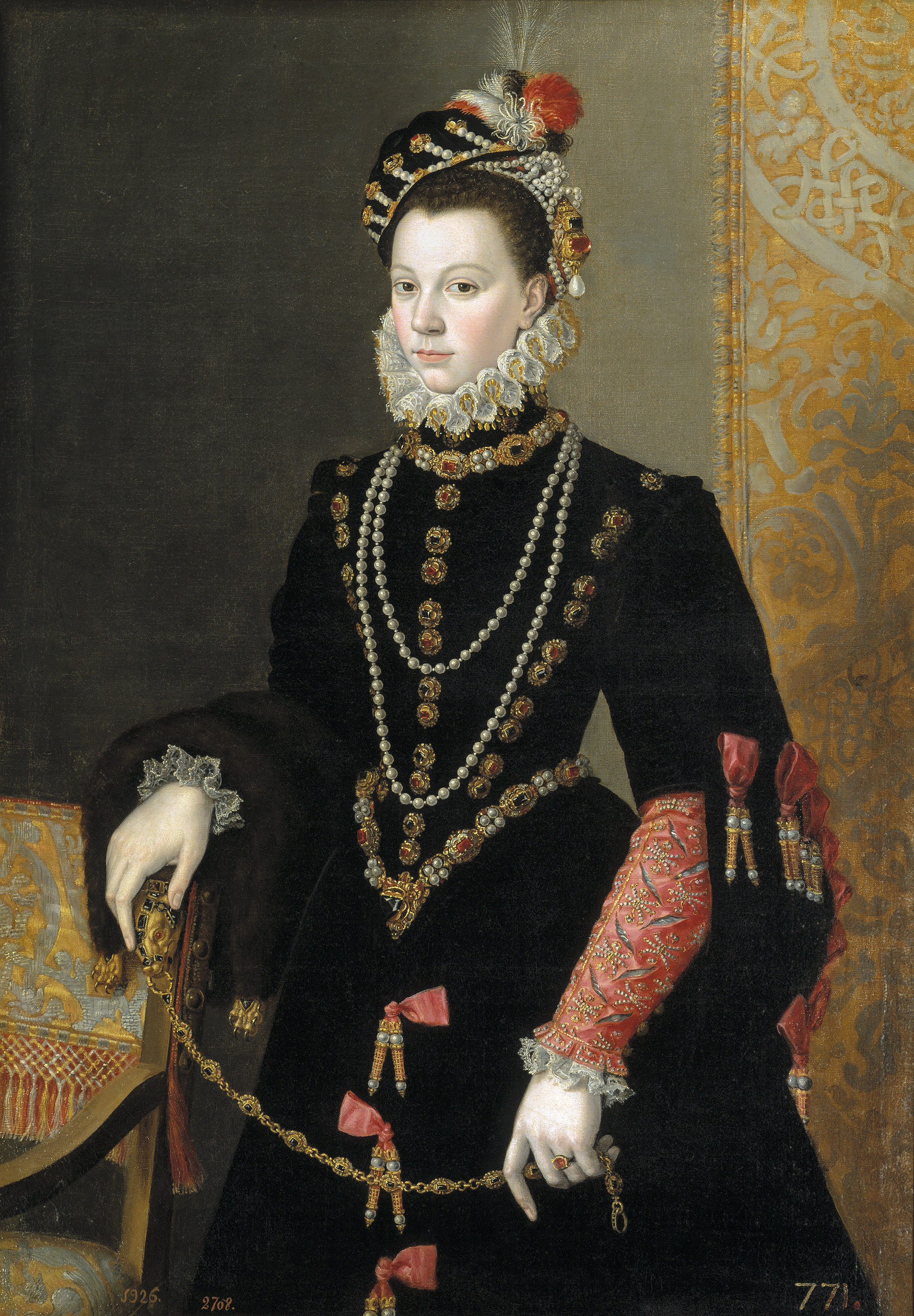
Elisabeth von Valois, Porträt von Sofonisba Anguissola um 1565

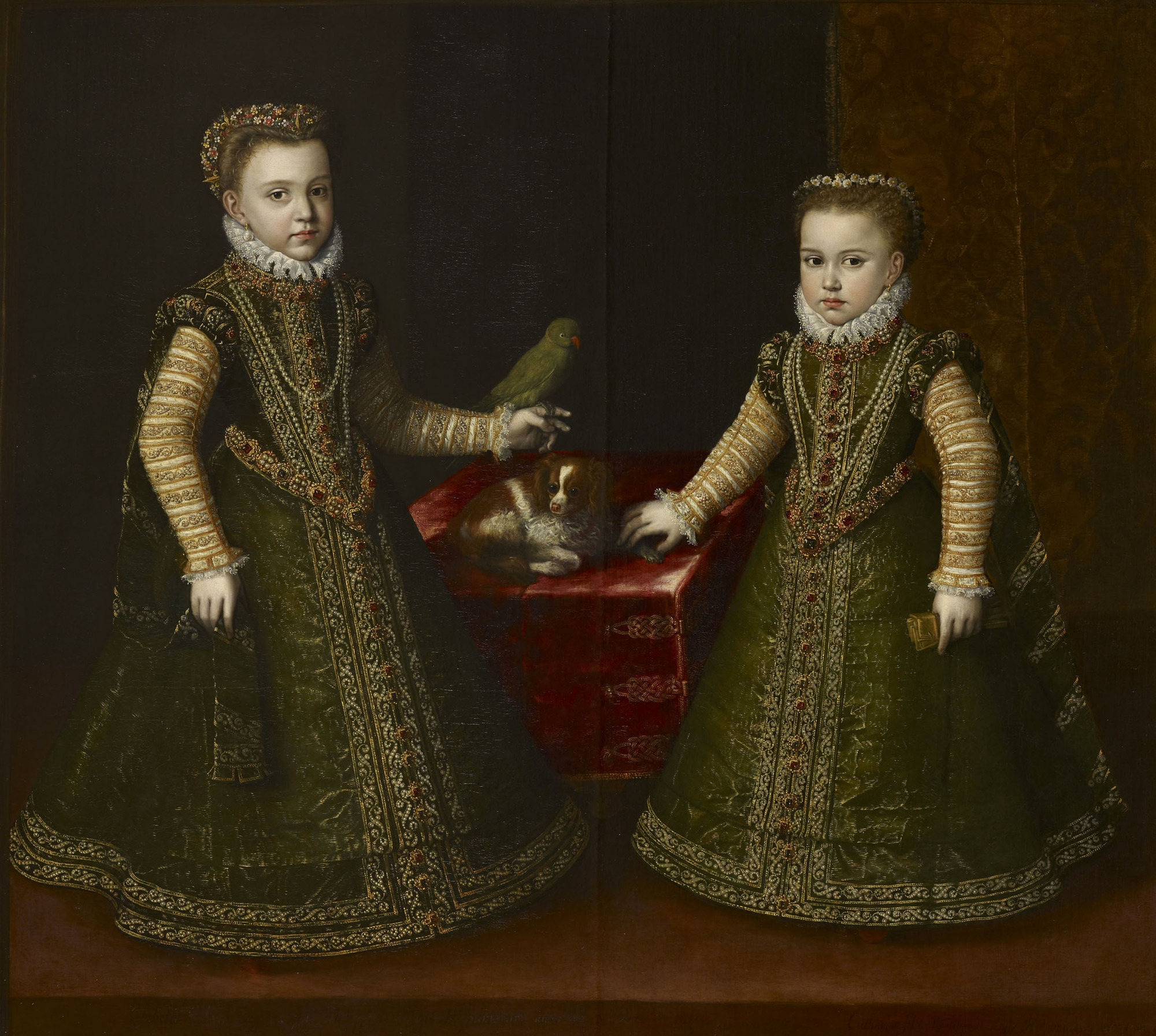
Die Töchter Philipps II.: Isabella Clara und Katharina Michaela (gemalt von Sofonisba Anguissola, 1570)

Eine Bedingung des Friedensvertrages war die dritte Ehe Philipps mit Elisabeth von Valois, der Tochter Heinrichs II. mit Caterina de’ Medici, die allerdings zunächst Philipps Sohn Don Carlos versprochen war. Philipp löste die Verlobung zwischen Don Carlos und Elisabeth und schickte den Herzog von Alba als eigenen Brautwerber an den französischen Hof. Caterina de’ Medici willigte schließlich in die Vermählung ihrer vierzehnjährigen Tochter mit dem wesentlich älteren spanischen König ein, in der Hoffnung, sie könne diesen zugunsten Frankreichs beeinflussen. Die Ehe wurde am 2. Februar 1560 in Toledo geschlossen. Die französische Prinzessin wurde in Spanien später Isabel de la Paz genannt, da ihre Vermählung mit Philipp den langersehnten Frieden zwischen den beiden Mächten besiegelte. Elisabeth von Valois wurde von Zeitgenossen als strahlende Schönheit gerühmt. Sie gewann die Zuneigung ihres königlichen Gatten sowie des Hofes und wurde auch in der weiteren spanischen Öffentlichkeit populär.
In ihrer neuen Heimat litt Elisabeth zunächst unter Heimweh und hatte Schwierigkeiten, sich an ihre neue Rolle als Königin von Spanien zu gewöhnen. Schon im Februar 1560 erkrankte sie an den Windpocken und erholte sich nur langsam. Elisabeths geschwächter Körper wurde schließlich Ende des Jahres noch von den Pocken befallen, so dass sie die meiste Zeit das Bett hüten musste. Trotz der hohen Ansteckungsgefahr wich Philipp während dieser Zeit kaum von ihrer Seite und pflegte sie hingebungsvoll. Philipp, der von seinen Zeitgenossen als kalt und unnahbar beschrieben wurde, veränderte sich in Gegenwart seiner jungen Gattin in einen fröhlichen und liebevollen Ehemann, der seiner Frau jeden Wunsch von den Augen las. Obwohl Philipp Elisabeth offenbar aufrichtig liebte, stand das Familienleben in seinem Tagesablauf hinter den Staatsgeschäften nur an zweiter Stelle. Elisabeth unterstützte ihn bei den Regierungsgeschäften und wandelte sich zunehmend von der jungen französischen Prinzessin zu einer intelligenten, mildtätigen, frommen und mitfühlenden Königin, der das Wohl des spanischen Volkes ein Anliegen war.
Elisabeth war insgesamt fünfmal schwanger. Nach einer Totgeburt begann im Mai 1564 ihre zweite Schwangerschaft und damit auch ein Martyrium, von dem sie erst ihr früher Tod befreien sollte. Im vierten Monat erlitt sie einen gefährlichen Fieberanfall, der von den spanischen Ärzten mit den damals üblichen Purgationen und Aderlässen behandelt wurde. Bei der Geburt der Infantin Isabella Clara am 12. August 1566 kam es zu Komplikationen und sie schwebte mehrere Tage zwischen Leben und Tod. Im nächsten Jahr folgte die Tochter Katharina Michaela. Die vielen Krankheiten und die Qualen der Geburten hatten ihre Spuren auf Elisabeths Körper hinterlassen, sie wurde immer blasser und dünner, der ausgezehrte Körper immer schwächer. Trotzdem versuchte sie weiterhin, ihrem Mann beratend und unterstützend zur Seite zu stehen. Im Zuge einer weiteren Schwangerschaft erkrankte sie im Herbst 1568 schwer und erholte sich nicht mehr. Am 3. Oktober 1568 erlitt sie eine Frühgeburt, verlor mehrere Male das Bewusstsein und verschied noch am selben Tag im Palacio Real von Aranjuez in Anwesenheit Philipps, ohne einen männlichen Thronfolger geboren zu haben.
Aus der Ehe mit Elisabeth von Valois gingen zwei überlebende Nachkommen hervor:
- Isabella Clara (* 12. August 1566; † 1. Dezember 1633) ⚭ mit Erzherzog Albrecht VII. von Österreich
- Katharina Michaela (* 10. Oktober 1567; † 6. November 1597) ⚭ mit Karl Emanuel I. von Savoyen

Die beiden heranwachsenden Töchter wurden Philipps wichtigste Vertrauenspersonen, die ihn wie ihre früh verstorbene Mutter bei wichtigen politischen Fragen beraten durften. So schrieb er seinen Töchtern am 15. Januar 1582 aus Lissabon: „Ich höre, daß es Euch allen gut geht – das sind herrliche Nachrichten für mich! Wenn Eurer kleinen Schwester (Maria, 1580–1583, Tochter aus seiner vierten Ehe) die ersten Milchzähne kommen, so scheint mir das etwas verfrüht: das soll wohl ein Ersatz für die zwei Zähne sein, die ich im Begriff bin zu verlieren – wenn ich drüben ankomme (in Spanien), werde ich sie kaum mehr haben!“ Besonders innig war das Verhältnis zu Isabella Clara, die er als Trost seines Alters und Licht seiner Augen bezeichnete.

### Bau des Escorial

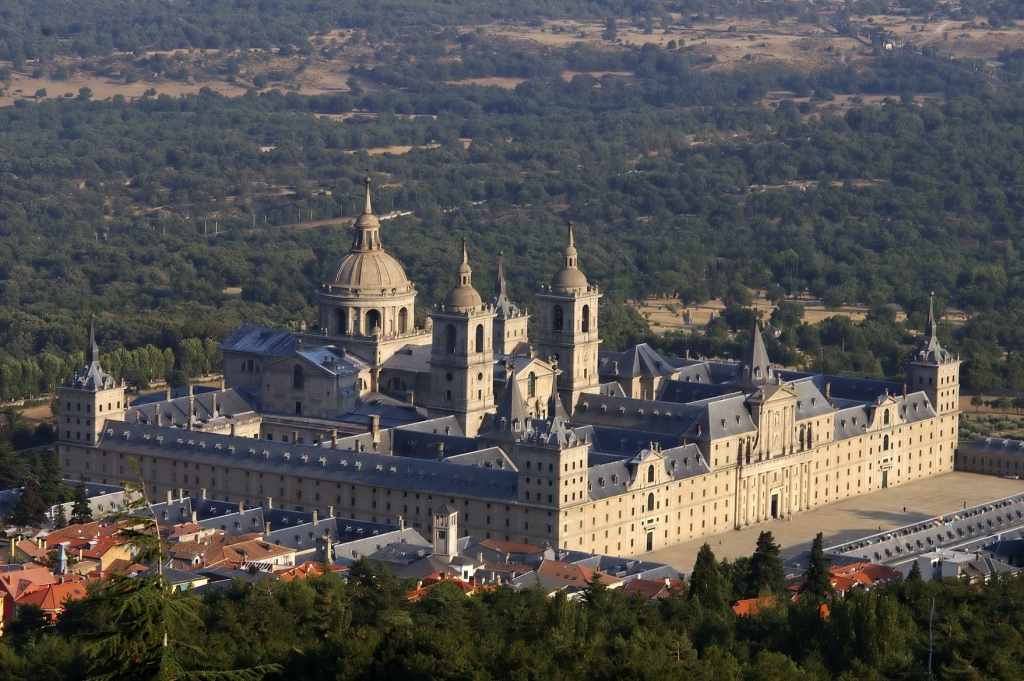
Luftbildaufnahme der Klosterresidenz

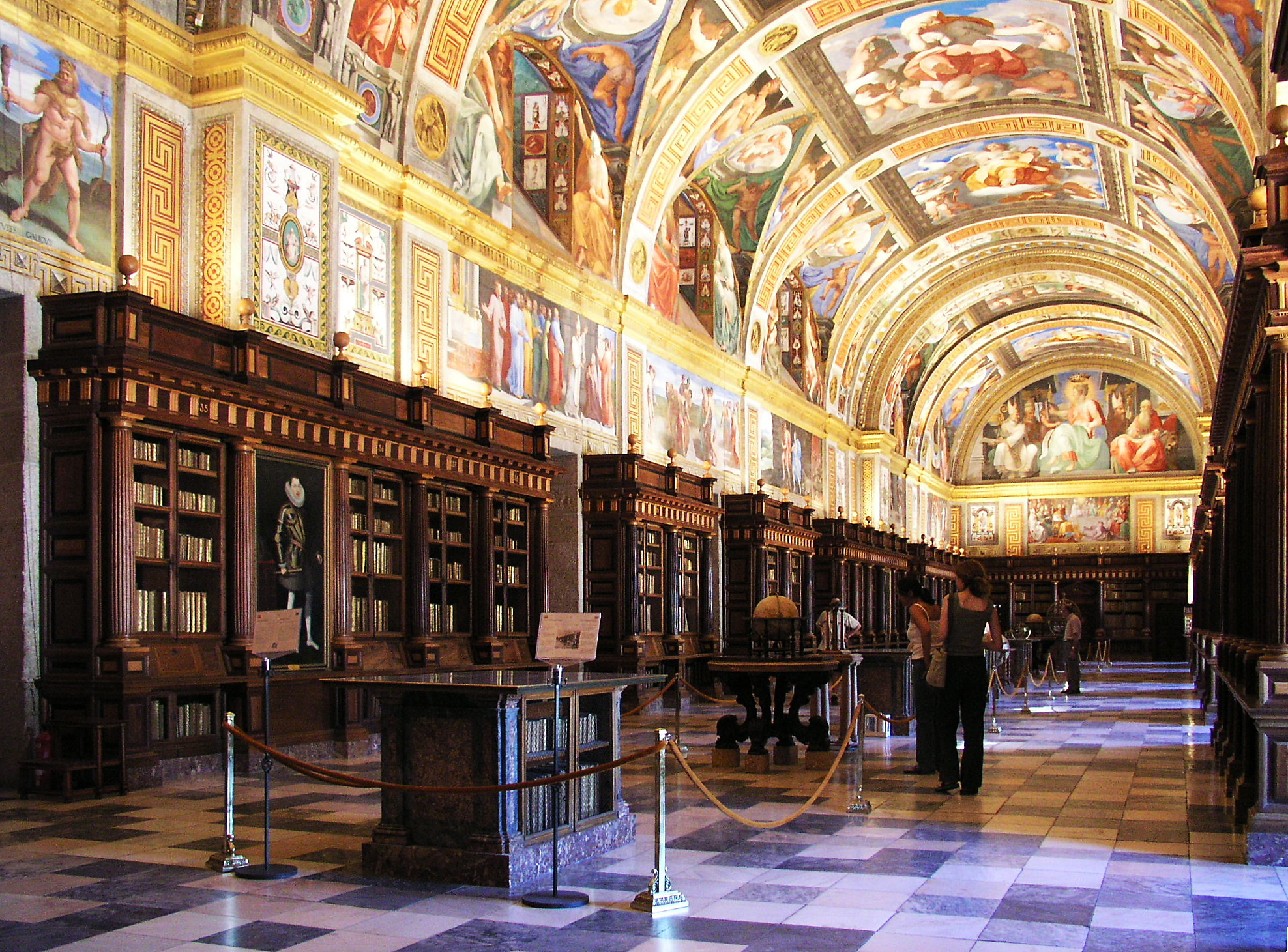
Bibliotheksaal des Escorial

Nach dem überwältigenden Sieg über Frankreich in der Schlacht von Saint-Quentin (10. August 1557), dem Gedenktag des Hl. Laurentius (spanisch San Lorenzo), hatte Philipp II. geschworen, diesem zum Dank ein Kloster zu errichten. Seine Astrologen wählten dafür den kleinen kastilischen Ort El Escorial (dt.: „die Schutthalde“) aus. Dieser liegt in einem dünn besiedelten Gebirgszug der Sierra de Guadarrama, etwa 50 Kilometer nordwestlich von Madrid.
Auf königlichen Befehl hin begannen am 23. April 1563 die Bauarbeiten für die monumentale Klosterresidenz, die als größter Renaissancebau der Welt gilt. Dabei griff Philipp den geistigen Entwurf seines Vaters auf, der seine letzten Lebensjahre in einer Villa verbrachte, die an das Kloster von Yuste angeschlossen war, und steigerte ihn mit dem Bau des Escorial ins Großartige. Entworfen wurde das Bauwerk von Juan Bautista de Toledo, einem Schüler Michelangelos, nach dessen Tod (1567) übernahm Juan de Herrera die Bauleitung bis zur Fertigstellung am 13. September 1584. Aufgrund der Vorliebe Philipps für einen asketischen Lebensstil ist der Escorial in der nüchternen Art der spanischen Renaissance (Herrera-Stil) gehalten und betont die unantastbare Würde der Majestät. Philipp kümmerte sich ab der Grundsteinlegung persönlich um jegliches Detail: Sämtliche Entwürfe und Abrechnungen mussten ihm vorgelegt werden, und wenn diese von ihm für korrekt befunden wurden, setzte er ein lakonisches „Está bien así“ (dt.: „Ist gut so“) darunter. Der Escorial ist ein ideologisches Bauwerk, der als Ausdruck der engen Beziehung von Staat und Kirche Kloster- und Palastanlage miteinander verbindet, steinernes Symbol spanischer Weltmacht.
Der Gebäudekomplex umfasst eine Grundfläche von 33.000 m² und beinhaltet eine Kirche, ein dem Hl. Laurentius gewidmetes Kloster der Ordensgemeinschaft der Hieronymiten, den eigentlichen Königspalast mit nahtloser Verbindung von Wohnbereich und Kirche, eine Schule und eine Bibliothek. Im Pantheon der Könige und Pantheon der Infanten wurden die Mitglieder der spanischen Königsfamilie beigesetzt, 1576 ließ Philipp die sterblichen Überreste seiner Eltern dorthin überführen.
Insgesamt umfasst der Gebäudekomplex 2.000 Gemächer mit 3.000 Türen und 2.673 Fenstern, außerdem 16 Innenhöfe, 12 Kreuzgänge, 88 Brunnen und 86 Treppenaufgänge. Von Zeitgenossen wurde er als „achtes Weltwunder“ oder „Herzkammer der spanischen Seele“ bezeichnet.

### Herrschaftsverständnis und Persönlichkeit

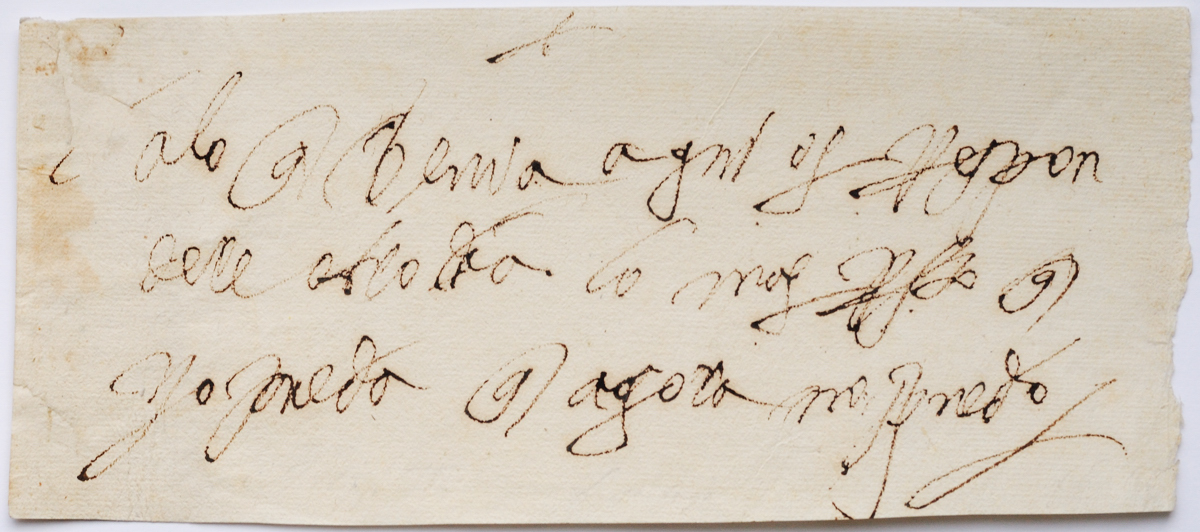
Typische Kurznachricht an einen Sekretär in der unverwechselbaren Späthandschrift des Königs, aufgrund des Entwicklungsstands der Handschrift auf ca. 1580/1585 zu datieren. Die wahrscheinlich an Mateo Vázquez gerichtete Nachricht lautet A lo que benía aqui os responderé otro día tan presto como yo pueda (,) que agora no puedo

Die Unterschrift Philipps Yo el Rey (Ich, der König)

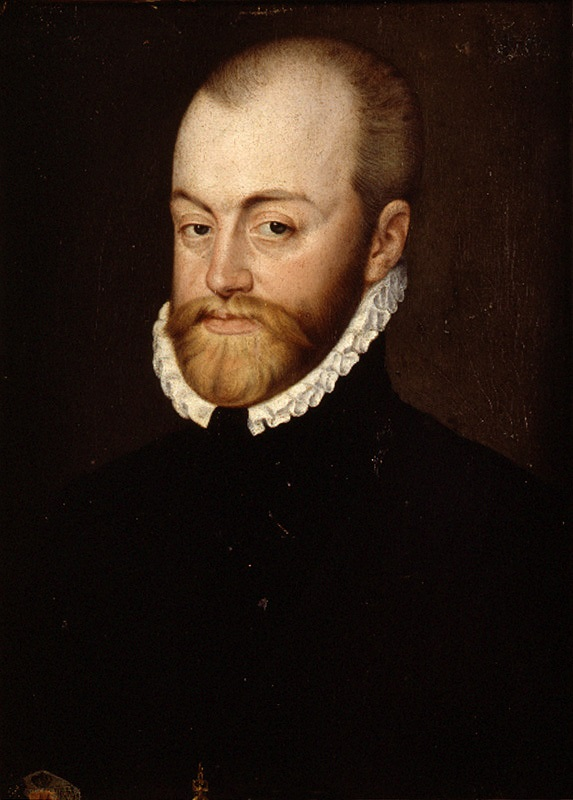
Porträt Philipps II.

Philipp II. war Erbe des Spanischen Imperiums, das sich über das iberische Kernland (Kastilien, Aragón, Katalonien, ab 1580 auch Portugal), die Niederlande und Burgund erstreckte. In Italien standen das Herzogtum Mailand, die Königreiche Neapel, Sizilien und Sardinien unter seiner Herrschaft, durch die enorme Expansion der Kolonialgebiete in Amerika (Vizekönigreich Neuspanien, Vizekönigreich Peru) und Asien (Philippinen) wuchs auch der außereuropäische Machtbereich des Monarchen. Nach seinem Regierungsantritt verlegte Philipp das Zentrum der habsburgischen Interessen endgültig weg von den Niederlanden nach Spanien und machte Madrid, im kastilischen Herzland gelegen, zur neuen Hauptstadt. Madrid wurde in der Folge fester politischer und kultureller Mittelpunkt der Monarchie (El Madrid de los Austrias).
Philipps Regierungsstil war von wachsender Bürokratisierung geprägt, ein entstehender, professioneller Beamtenapparat übernahm die Kommunikation zwischen dem König und den Statthaltern in den Ländern. Nach 1559 sollte er die iberische Halbinsel nicht mehr verlassen und sein Weltreich allein vom Schreibtisch aus regieren. Dies war eine neue, moderne, aber auch sterile Art der Regentschaft, die im Gegensatz zum Reisekönigtum seines Vaters stand, der ständig von Residenz zu Residenz gezogen war, um persönlich präsent zu sein. Die auf Papier gestützte Herrschaftstechnik machte Philipp zum „Archetyp des modernen Bürokraten“, seine Herrschaft wird in der historischen Forschung als das „erste lückenlos bürokratisierte System der Neuzeit“ betrachtet, was ihm schon zu Lebzeiten den Beinamen „Rey Papelero“ (Papierkönig) einbrachte. An seinem Hof ersetzte Philipp die traditionellen Eliten aristokratischer Ratgeber und umgab sich mit Sekretären und Juristen bürgerlicher Herkunft. Der König selbst unterwarf sich einem enormen Arbeitspensum, denn er war nicht bereit Aufgaben zu delegieren. Dabei verlief er sich allzu häufig in Nebensächlichkeiten und Detailfragen, was eine schwerfällige Verwaltungsmaschinerie entstehen ließ, deren Langsamkeit durch die damaligen, eingeschränkten Kommunikationsmittel verstärkt wurde. Eine Einordnung der Herrschaftstechnik Philipps für dessen weltumspannendes Reich in die Wissensvorräte und Herrschaftsvorstellungen seiner Zeit hat Arndt Brendecke geliefert. Mit seinen Sekretären, vor allem mit seinem langjährigen Vertrauten Mateo Vázquez de Leca, tauschte Philipp große Mengen kurzer Nachrichten auf Zetteln aus, von denen etwa 10.000 bis ins 19. Jahrhundert als geschlossener Fundus im Archiv des Grafen von Altamira lagen, später aber auf zahlreiche europäische Archive und Sammlungen verstreut wurden.
Als Monarch lag Philipps Hauptaugenmerk auf der Wahrung seiner königlichen Autorität sowie der Aufrechterhaltung des traditionellen Systems, er dachte und handelte konservativ. Er zeigte ein teilweise grausames, unerbittliches Verhalten gegenüber Abtrünnigen, bestrafte Einzelne hart, aber auch ganze Städte oder Regionen, die Widerstand gegen die königliche Autorität zeigten. Das komplizierte, undurchdringliche Regelwerk des spanischen Hofzeremoniells machte den König unnahbar und entrückt, nur die allerhöchsten Granden hatten oft nach monatelanger Wartezeit persönlichen Zugang zu ihm. Gegenüber seiner Umgebung entwickelte Philipp ein ständiges Misstrauen, Günstlinge konnten sich seines Zuspruchs nie völlig sicher sein und er konnte sie plötzlich fallen lassen. Philipps Persönlichkeit verstärkte die Distanz zwischen König und Untertanen: Er war ein verschlossener Einzelgänger, im Innersten schüchtern und menschenscheu. Durch den frühen Tod seiner dritten Ehefrau Elisabeth von Valois verfiel Philipp ab 1568 immer stärker in einen Zustand der Lethargie, welcher er während der kurzen Ehe teilweise entflohen war. Der König trug nur mehr schwarze Gewänder, aß jeden Tag pünktlich die gleichen Speisen und machte täglich die gleiche Ausfahrt durch die einsame Hochebene der Sierra de Guadarrama. In seinen späteren Lebensjahren verließ Philipp seine privaten Gemächer des Escorial nur mehr, um die Messe zu hören.
Philipp war ein religiöser Ekstatiker und fanatischer Katholik, für den die Religion über allen anderen Dingen stand. („Bevor ich zulasse, dass der Religion und dem Dienst an Gott der kleinste Schaden zugefügt wird, möchte ich lieber alle meine Länder verlieren und hundert Leben, wenn ich sie besäße“.). Er sah sich selbst als ein Werkzeug der göttlichen Vorsehung. Deshalb machte er sich zum Schutzherrn der katholischen Gegenreformation und war überzeugt, die spanische Monarchie sei dazu ausersehen, die Menschheit vor jeder Form von Ketzerei und Abtrünnigkeit zu schützen, weshalb Philipp jegliches Zugeständnis vermied. Im totalitären Anspruch auf Monokonfessionalität sah er die wichtigste Grundlage seiner Herrschaft, der Katholizismus sollte als verbindendes Element seiner Territorien dienen. Als Erbe der „Katholischen Könige“ (Isabella I. und Ferdinand II.) war Philipp ein Verfechter der Inquisition, die bei der religiösen Gleichschaltung eine entscheidende Rolle spielte. Ihre strengen Gesetze, Repressionen und die gewaltsame Verfolgung von Häretikern, Ketzern, Protestanten, Juden, Muslimen und zwangsweise Bekehrten (Morisken) wurde unter Philipp zunehmend auch auf politische Feinde ausgeweitet.
Seine Persönlichkeit stand lange im Widerstreit unterschiedlicher Einschätzungen. Auf der einen Seite stand Philipp II. gerade außerhalb Spaniens im Mittelpunkt der „leyenda negra“ (schwarzen Legende), die aus Philipps Weltmachtstellung das Bild einer blutigen und brutalen Tyrannei zeichnete und diese Elemente auf seine Persönlichkeit übertrug. So schrieb der amerikanische Historiker John Lothrop Motley im 19. Jahrhundert: „Wenn Philipp eine einzige Tugend besessen hat, ist sie der sorgfältigen Recherche des Autors entgangen. Sollte es Laster geben – was anzunehmen ist – von denen er ausgenommen war, dann deshalb, weil die menschliche Natur nicht einmal im Bösen Perfektion zulässt.“ Andererseits findet sich vor allem in Spanien die Tradition einer Darstellung des Herrschers als „rey prudente“ bzw. „rey sabio“ (weiser König), der nach seiner Selbstdarstellung als neuer König Salomo aus dem neuen Tempel Escorial die Welt mit Übersicht steuerte. Diese veralteten Wertungen sind bisher nicht durch eine neue Meistererzählung in der Geschichtswissenschaft abgelöst worden, weshalb Helmut Georg Koenigsberger Philipp II. noch vor Napoleon Bonaparte und Josef Stalin als die „vielleicht rätselhafteste und umstrittenste Persönlichkeit der Neuzeit“ ansieht.

### Don Carlos

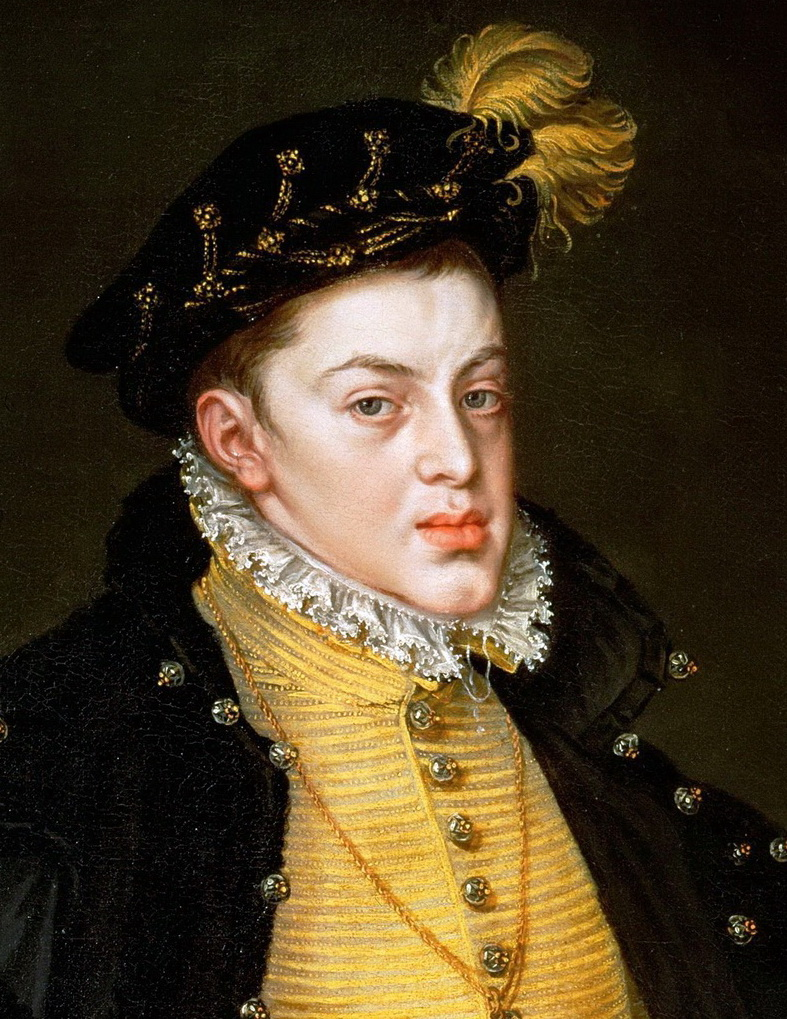
Don Carlos (gemalt von Alonso Sánchez Coello, 1564)

Als einziger Sohn aus der Ehe mit Maria von Portugal war Don Carlos legitimer Thronerbe Philipps II. und wurde 1560 vom kastilischen Adel als Fürst von Asturien anerkannt. Möglicherweise infolge der nahen Verwandtschaft seiner Eltern war der Prinz körperlich zurückgeblieben und galt als geistig schwach entwickelt, weshalb der König hinsichtlich der Fähigkeiten seines Erstgeborenen skeptisch war. Don Carlos wurde von seinem Vater unter strenge klerikale Aufsicht gestellt. Als der König 1566 anstelle seines Sohnes den Herzog von Alba zum Feldherren gegen den Aufstand der Niederlande bestimmte, stellte sich Carlos gegen den Vater. Aus Enttäuschung verfasste er eine Liste der ihm am meisten verhassten Personen, an deren erster Stelle sein Vater stand. Um seinen Sohn zu beruhigen, ernannte Philipp ihn zum Minister des Staatsrats, in welchem sich Carlos anfangs recht gut arrangierte. Er fiel jedoch bald in sein altes Verhalten zurück, woraufhin der misstrauische Vater ihm die Aufgabe wieder entzog.
Der Prinz plante seine Flucht in die Niederlande, um sich dort den Aufständischen anzuschließen. Die Pläne wurden aufgedeckt und Philipp ließ seinen Sohn wegen Hochverrats unter dramatischen Umständen festnehmen. In voller Rüstung und in Anwesenheit des Hofes verhaftete der König seinen Sohn am 18. Januar 1568 und erteilte den Befehl, Don Carlos in dessen Gemächern einzusperren. Während der Sommermonate wurde es in diesen Räumlichkeiten unerträglich heiß, sodass der Inhaftierte den Steinboden mit Wasser besprengen ließ. Er ging barfuß, trank große Mengen Eiswasser und erkältete sich schwer. Als er den Tod nahen fühlte, verlangte er danach, seinen Vater zu sehen, um sich mit ihm zu versöhnen. Dieser verweigerte ihm jedoch eine letzte Begegnung. Als der Prinz kurze Zeit später am 24. Juli 1568 starb, behaupteten Philipps Widersacher, der König habe den Mord an seinem eigenen Sohn in Auftrag gegeben. Wahrscheinlicher ist, dass Don Carlos an hohem Fieber und starken Koliken starb.
Die Geschichte um Don Carlos verarbeitete Friedrich Schiller 1787 in seinem Drama Don Karlos. Es kritisiert nur vordergründig und im Geist der Aufklärung die Zustände am (spanischen) Hof und dessen Verbindung mit der katholischen Kirche, insbesondere der (Spanischen) Inquisition. Für Schiller diente unter anderen Philipp II. als ein Beispiel für einen „tyrannischen Absolutismus“, der letztlich der Wandlung zum „Aufgeklärten Absolutismus“ bedarf. Es war nicht Schillers Absicht, ein historisch korrektes Drama zu schreiben.

### Aufstand der Niederlande

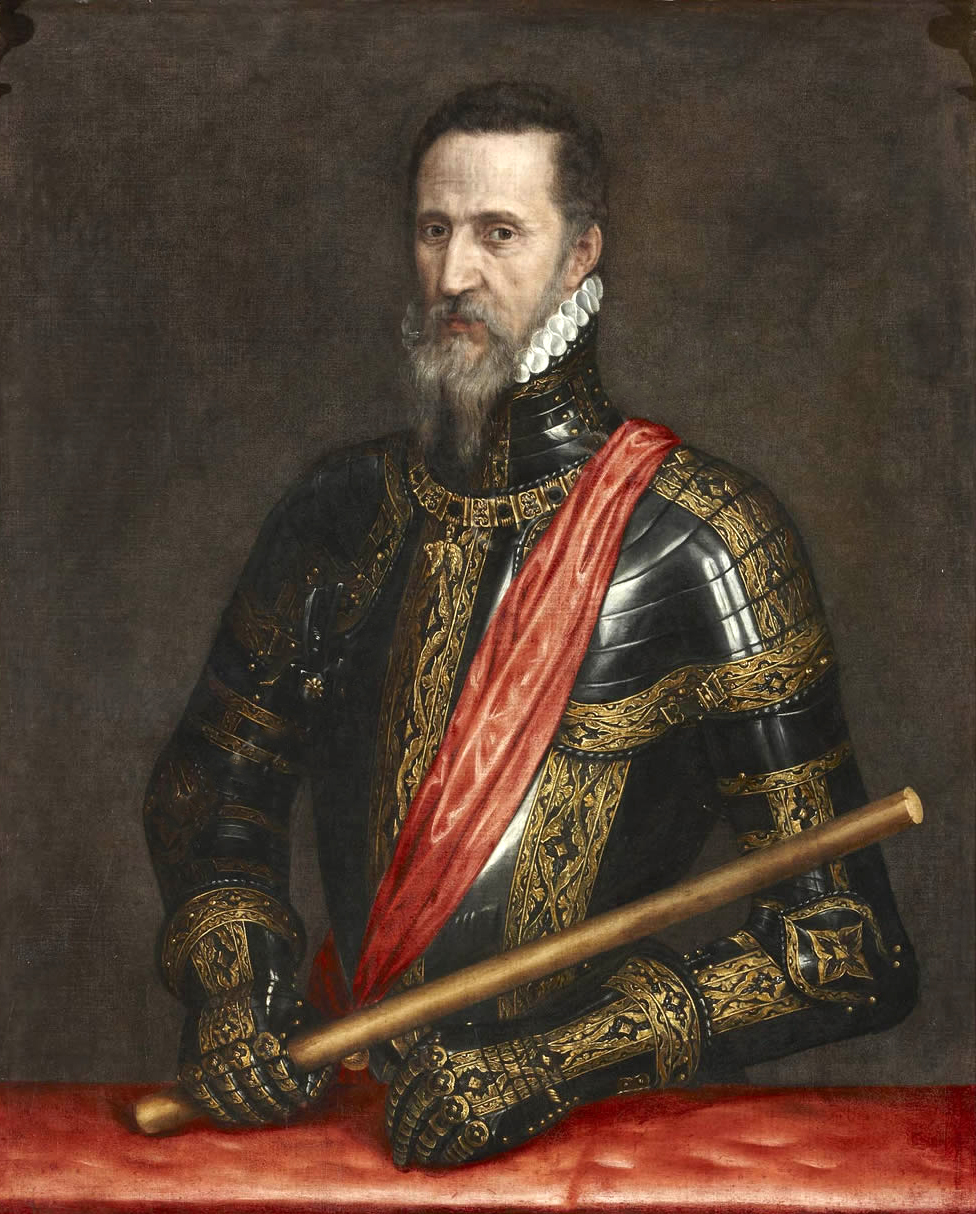
Der Herzog von Alba auf einem Gemälde von Tizian

In der zweiten Hälfte des 16. Jahrhunderts lebte die spanisch-englische Feindschaft wieder auf, insbesondere weil beide versuchten, die jeweils eigene Konfession auch über die Landesgrenzen hinaus durchzusetzen. Philipp II. setzte die bereits unter seinem Vater Karl V. begonnene Verfolgung von Häretikern, die schon Unruhen in den Niederlanden hervorgerufen hatten, noch konsequenter fort. Im Jahre 1559 ernannte er im Zuge einer kirchlichen Reorganisation neue Bischöfe, die auch in den Generalständen der Provinzen, den so genannten Generalstaaten, vertreten sein sollten, und verkleinerte die Bistümer. Als Statthalterin in den Niederlanden setzte er seine Halbschwester Margarethe von Parma ein und stellte ihr als ersten Minister den Bischof von Mechelen, Kardinal Antoine Perrenot de Granvelle, zur Seite. Einige Mitglieder des niederländischen Staatsrates unter der Führung von Wilhelm I. von Oranien, Lamoral von Egmond und Philippe II. de Montmorency, Graf von Hoorn protestierten vehement gegen diese Änderungen und erzwangen 1564 Granvelles Rücktritt. Der Protest gegen die spanische Herrschaft erreichte im selben Jahr mit den Bilderstürmen der Calvinisten einen ersten Höhepunkt. Philipp hob daraufhin zwar die Inquisition auf, entsandte aber 1567 Fernando Álvarez de Toledo, Herzog von Alba, als neuen Statthalter zu einer Strafexpedition in die Niederlande. Alba gelang es auch zunächst, die regionalen Aufstände der Niederländer mit Hilfe von Sondergerichten, dem sogenannten Blutrat von Brüssel, zu unterdrücken. Der Graf von Egmond stellte sich zur Unterwerfung des Aufstandes der Regentin zur Verfügung, leistete ihr einen erneuerten Treueid und half, das königliche Regiment auf neuer Grundlage zu festigen. Dennoch zürnte ihm Philipp wegen seiner früheren Opposition. Egmond aber fühlte sich ganz sicher, ließ die Warnungen Wilhelms von Oranien auf ihrer letzten Zusammenkunft in Willebroek unbeachtet, ging Alba bis zur Grenze entgegen und ritt an seiner Seite in Brüssel ein. Er wurde am 9. September 1567 gefangen genommen und vor Albas Blutrat gestellt. Die Behauptung, dass die Inquisition faktisch sämtliche Einwohner der Niederlande zum Tode verurteilt haben soll, wird jedoch auf eine Fälschung zurückgeführt. Egmonds Privilegium als Ritter des Vlieses wurde nicht geachtet; als Hochverräter und Rebell wurde er zum Tode verurteilt und zusammen mit dem Grafen Hoorn am 5. Juni 1568 auf dem Großen Markt in Brüssel enthauptet. 

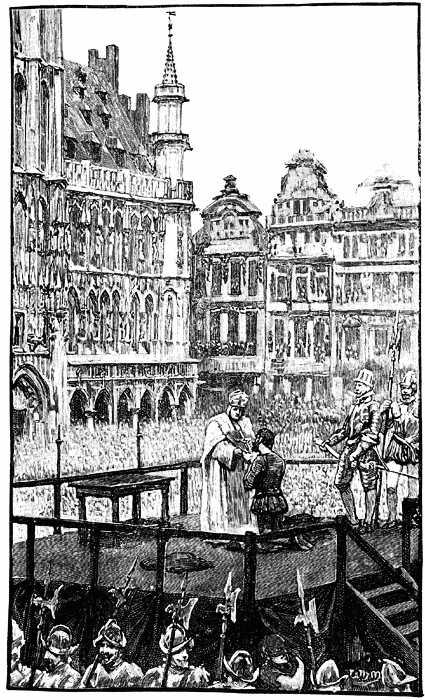
Hinrichtung von Egmond und Horn am 5. Juni 1568 auf dem Großen Markt in Brüssel, Darstellung aus dem 19. Jahrhundert

Der daraufhin ausbrechende Achtzigjährige Krieg begann mit dem ersten militärischen Aufeinandertreffen beider Seiten in der Schlacht von Heiligerlee, in der Adolf von Nassau, der Bruder Wilhelms von Oranien, fiel. Am 21. Juli 1568 schlug Alba ein aufständisches Heer unter Ludwig von Nassau in der Schlacht bei Jemgum (Jemmingen) und verwüstete die Umgebung von Groningen. Vor allem die „Wassergeusen“ genannten niederländischen Kaperschiffer machten in der Folge den Spaniern durch ihre fortwährenden Angriffe auf Seetransporte und Stützpunkte schwer zu schaffen. Alba besiegte in den Folgejahren die niederländischen Truppen unter Führung von Wilhelm I. von Oranien zwar erneut, machte sich aber durch sein hartes Regime untragbar. Am 17. Oktober 1573 wurde der Herzog von Alba durch den bisherigen Statthalter von Mailand Luís de Zúñiga y Requesens abgelöst. Auch wenn der neue Statthalter zunächst erfolgreicher als sein Vorgänger war, gelang den Aufständischen erneut ein großer Sieg: Sie fluteten das Land, segelten nach Leiden und befreiten die Stadt von den spanischen Belagerern (Belagerung von Leiden). Am 3. Oktober 1574 befreiten die Seegeusen Leiden, die Spanier erlitten eine verlustreiche Niederlage. Philipp II. ermächtigte Requesens, Friedensverhandlungen mit den Generalstaaten zu führen, die am 3. März 1575 in Breda begannen. Spanien verlangte die Rückkehr der Niederlande zum katholischen Glauben. Katholiken wurde die Rückerstattung des während der Statthalterschaft Albas (1566–1573) konfiszierten Vermögens versprochen. Protestanten sollten in den nächsten sechs Monaten auswandern, des Weiteren sollte ihnen eine Frist von acht bis zehn Jahren zum Verkauf ihres Besitzes in den Niederlanden gewährt werden. Doch schon am 13. Juli 1575 wurden die Verhandlungen ergebnislos beendet. Trotz des zeitgleichen spanischen Staatsbankrotts begann Requesens am 28. September 1575 mit der Belagerung von Zierikzee. Während jenes Jahres fand eine kurzzeitige Annäherung Spaniens an England statt. Die englische Königin Elisabeth I. ließ die englischen Häfen für die niederländischen Rebellen sperren. Requesens verstarb überraschend im März 1576; wegen des fehlenden Soldes kam es im Heer bereits zu Meutereien, die am 4. November mit der Plünderung von Antwerpen eskalierten.
Neuer spanischer Statthalter wurde Philipps Halbbruder Juan de Austria, ein unehelicher Sohn Karls V. mit Barbara Blomberg, der auf testamentarischen Wunsch des Vaters offiziell am spanischen Hof eingeführt worden war. Er akzeptierte die Forderungen formal, trotzdem gingen die Unruhen weiter. Die Genter Pazifikation sollte die letzte gemeinsame Handlung der 17 niederländischen Provinzen sein. Am 24. Juli 1581 bildeten die Provinzen der Utrechter Union die Republik der Vereinigten Niederlande und erklärten ihre Unabhängigkeit. Wilhelm I. von Oranien wurde zum Statthalter der neuen Republik ernannt. Die nicht der Union von Arras beigetretenen Teile der südlichen Provinzen wurden zwischen 1581 und 1585, teils nach schwierigen Belagerungen, von den Spaniern unter dem neuen Statthalter Alexander Farnese, dem Sohn Margarethes von Parma, unterworfen. Zwar wurde Wilhelm 1584 von einem Katholiken ermordet, die Generalstaaten konnten sich jedoch relativ schnell auf Wilhelms Sohn Moritz von Oranien als Nachfolger einigen. Als Alexander Farnese 1585 Antwerpen eroberte, waren die Provinzen der Utrechter Union auf das Höchste gefährdet. Es gelang jedoch dem Landesadvokaten der Provinz Holland, Johan van Oldenbarnevelt, 1586 einen Pakt der Generalstaaten mit England auszuhandeln. Mit dessen finanzieller und militärischer Unterstützung wurde der Krieg gegen Spanien weitergeführt. Auch große Teile der nordöstlichen Niederlande wurden in diesen Jahren von den Spaniern erobert, aber diese Eroberungen wurden nach 1589 von den Niederländern rückgängig gemacht. Erfolgreich verlief am Ende nur der Unabhängigkeitskrieg im Norden.

### Vierte Ehe mit Anna von Österreich

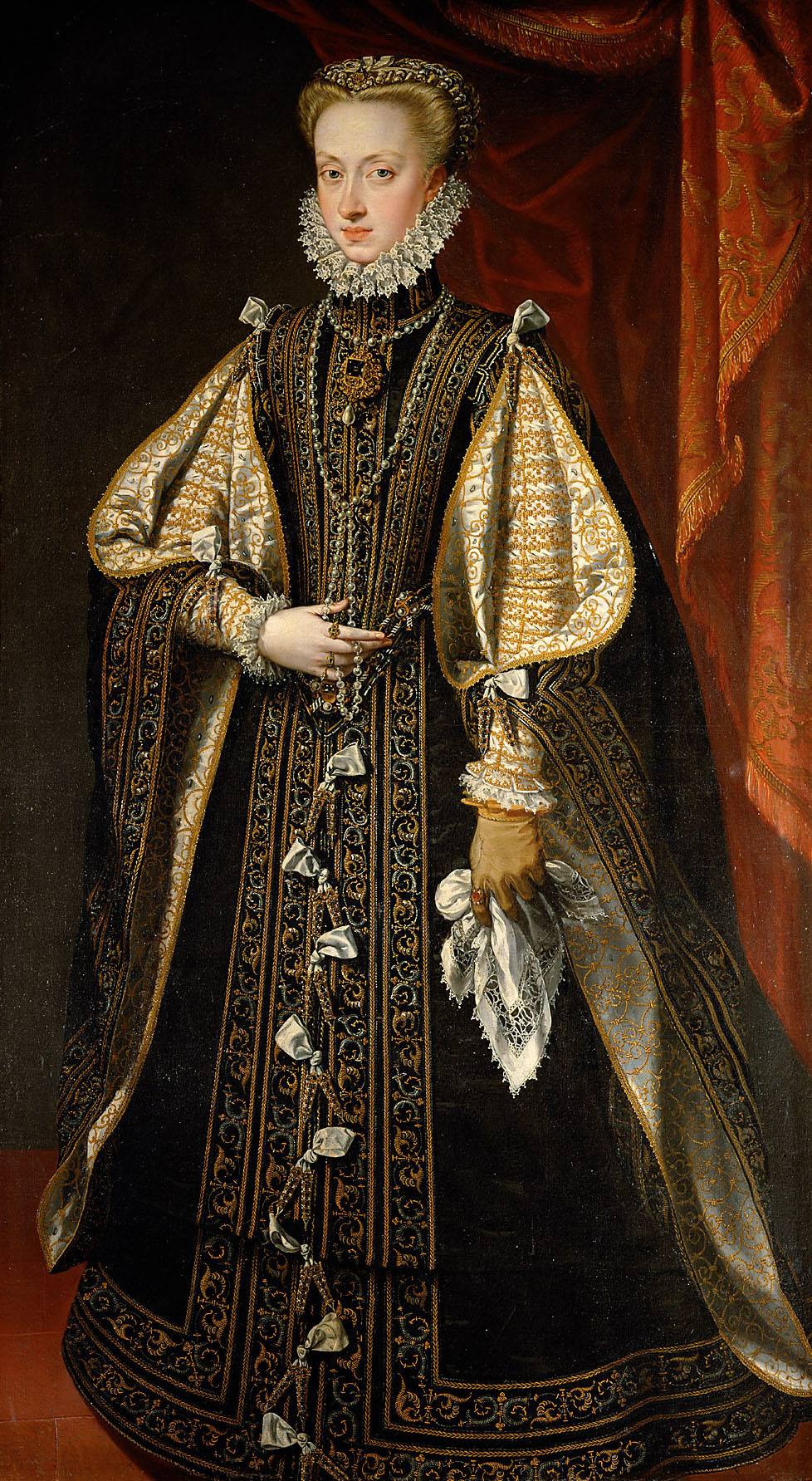
Anna von Österreich (Gemälde von Alonso Sánchez Coello, 1571)

Durch den Tod seiner dritten Ehefrau und seines einzigen Sohnes Don Carlos war Philipp 1568 noch immer ohne männlichen Thronerben, weshalb er sich zu einer vierten Heirat entschloss. Nach Verhandlungen mit seinem Cousin, dem römisch-deutschen Kaiser Maximilian II., wurde die Heirat mit dessen ältester Tochter Erzherzogin Anna von Österreich vereinbart, die ursprünglich mit Don Carlos hätte vermählt werden sollen. Anna war die Enkeltochter von Philipps Vater Karl V. und Tochter seiner Schwester Maria von Spanien, weshalb Papst Pius V. den Dispens zur Eheschließung erst nach längerem Widerstand erteilte. Auf ihrer Brautfahrt wurde Anna von ihren jüngeren Brüdern Albrecht und Wenzel begleitet, die fortan am spanischen Hof erzogen wurden und nicht wieder nach Österreich zurückkehrten. Die Ehe zwischen Anna und Philipp wurde am 14. November 1570 in Segovia geschlossen.
Aus der Verbindung gingen fünf Nachkommen hervor, darunter vier lang ersehnte männliche Erben, von denen allerdings lediglich der spätere Philipp III. das Erwachsenenalter erreichen sollte:
- Ferdinand (* 4. Dezember 1571; † 18. Oktober 1578), Fürst von Asturien
- Karl (* 12. August 1573; † 30. Juni 1575)
- Diego (* 15. August 1575; † 21. November 1582), Fürst von Asturien
- Philipp (* 3. April 1578; † 31. März 1621), als Philipp III. König von Spanien ⚭ Margarethe von Österreich
- Maria (* 14. Februar 1580; † 5. August 1583)

Anna, die selbst am spanischen Hof aufgewachsen war, hatte ein fröhliches Naturell und nahm sich neben den eigenen Kindern auch der beiden Stieftöchter Isabella und Katharina an, zu denen sie ein enges Vertrauensverhältnis aufbaute. Als Königin sollte es ihr zeitweise gelingen, das starre Hofzeremoniell etwas zu durchbrechen und zu ihrem Gatten ein reges, eheliches Verhältnis zu entwickeln. Während einer gemeinsamen Reise nach Portugal im Jahr 1580, die Philipps Anspruch auf den portugiesischen Thron konsolidieren sollte, erkrankte der König schwer an einer Grippe. Die neuerlich schwangere Anna steckte sich bei der Pflege ihres Gatten an und überlebte die Krankheit nicht. Die Ärzte ließen sie bis zur Blutleere zur Ader. Nachdem sie nach tagelangen Qualen eine lebensunfähige Frühgeburt hatte, starb sie am 26. Oktober in Talavera la Real.
Der Tod seiner Gemahlin traf Philipp schwer, zwei Jahre später schrieb er über die Todesnacht an seine Tochter: „Ich werde mich immer an diese Nacht erinnern, auch wenn ich tausend Jahre leben sollte.“

### Krieg im Mittelmeer

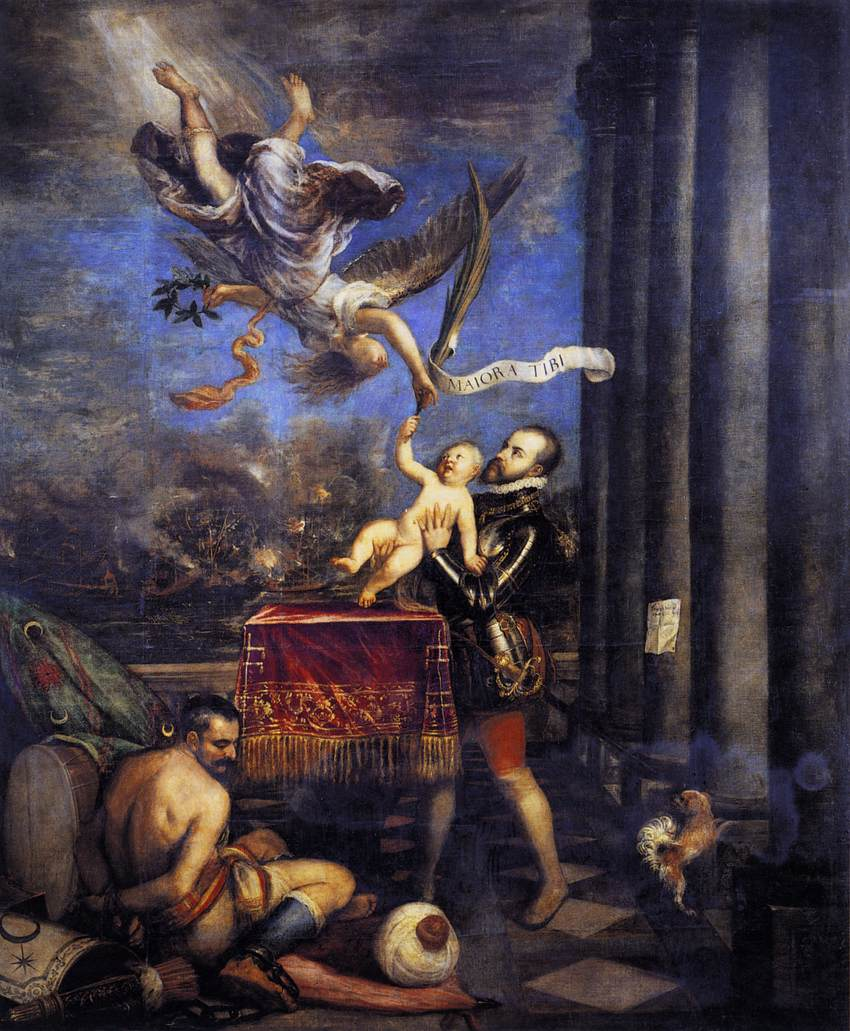
Philipp II. übergibt seinen Sohn Ferdinand als Dank für den Sieg von Lepanto dem Himmel (Gemälde von Tizian, 1573/75)

Die anhaltenden Angriffe und Plünderungen nordafrikanischer Korsaren störten die Handelsrouten des Mittelmeeres empfindlich und wirkten sich negativ auf die spanische Wirtschaft aus. Als spanische Besitzungen an der levantinischen Küste direkt angegriffen wurden, gelang es Philipp II. im Jahr 1560 ein Militärbündnis zwischen Spanien, der Republik Venedig, der Republik Genua, dem Herzogtum Savoyen, dem Kirchenstaat und dem Malteserorden zu bilden. Unter dem Befehl des Genuesen Giovanni Andrea Doria stellte die Allianz in Messina eine Flotte aus etwa 200 Schiffen mit 30.000 Soldaten zusammen und eroberte am 12. März 1560 die Insel Djerba im Golf von Gabès. Djerba war lange eine Schlüsselbastion der muslimischen Korsaren unter Khair ad-Din Barbarossa und Turgut Reis. Als Reaktion wurde eine starke osmanische Flotte, geführt von Piyale Pascha, entsandt, welche die Insel am 14. Mai 1560 nach der erfolgreichen Seeschlacht von Djerba zurückgewinnen konnte. Die christliche Allianz verlor rund 20.000 Soldaten und die Hälfte ihrer Schiffe, woraufhin die Seeherrschaft der Osmanen im Mittelmeer ihren Höhepunkt erreichte (siehe Belagerung von Malta, 1565).
Für die militärische Niederlage wurden die in Spanien lebenden Morisken (christianisierte Araber) verantwortlich gemacht. Auf Betreiben der Inquisition und mit der Unterstützung königlicher Edikte war man bestrebt, deren Kultur in Andalusien auszulöschen. Der streng katholische Philipp verfügte in einem Edikt (Pragmática de 1567) Zwangskonvertierungen sowie ein Verbot des Islam und den Gebrauch der arabischen Sprache, was 1568 im Alpujarras-Gebirge zu einem Aufstand der Morisken führte. Um den drohenden Verlust Granadas zu verhindern, ernannte Philipp im April 1569 seinen Halbbruder Juan de Austria zum neuen Oberbefehlshaber der spanischen Truppen. Ihm gelang es, bis zum Oktober 1570 die letzten Aufständischen militärisch zu schlagen, woraufhin etwa 80.000 Morisken in andere Landesteile und nach Nordafrika ausgewiesen wurden. Dies führte zu einem Verfall und weitgehenden Zusammenbruch des andalusischen Wirtschaftssystems.
Die Eroberung Zyperns durch das Osmanische Reich am 1. August 1571 bot den christlichen Mächten Europas Anlass, die direkte Konfrontation mit der osmanischen Flotte zu suchen. Um das weitere Vordringen der Osmanen („Türkengefahr“) einzudämmen, schlossen sich Spanien, Venedig und Genua unter Vermittlung von Papst Pius V. zur Heiligen Liga zusammen und entschlossen sich, eine gemeinsame Flotte in das östliche Mittelmeer zu entsenden. Unter dem Oberbefehl Don Juans wurden die Osmanen am 7. Oktober 1571 in der Seeschlacht von Lepanto geschlagen. Diese gilt als größte Galeerenschlacht der Geschichte und endete mit der fast völligen Vernichtung der osmanischen Flotte. Trotz des Sieges lehnte Philipp ein weiteres Vorgehen gegen die Osmanen ab, verhielt sich zunächst defensiv und erlaubte Don Juan, der in der christlichen Welt als Bezwinger der Osmanen gepriesen wurde, erst 1573 die Aufnahme des Kampfes gegen die mit den Osmanen verbündeten Korsaren in den nordafrikanischen Barbareskenstaaten. Von Neapel aus eroberte die spanische Flotte Tunis, das jedoch bereits 1574 von den Osmanen zurückgewonnen werden konnte.

### Perez-Affäre

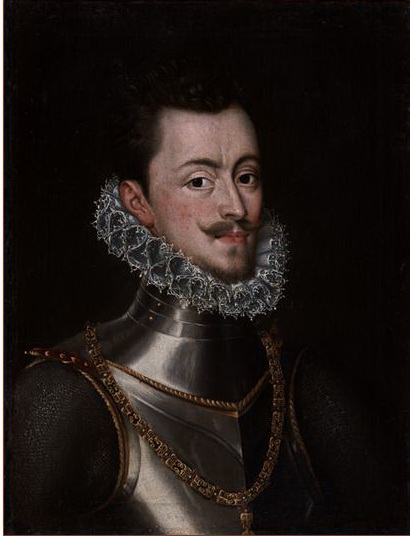
Don Juan de Austria (Gemälde von Alonso Sánchez Coello)

Nach dem Tod von Philipps Jugendfreund und Berater Rui Gomes da Silva, Fürst von Eboli im Jahr 1573 fürchtete dessen Witwe Ana de Mendoza y de la Cerda um ihren Einfluss bei Hofe und wandte sich daher dem königlichen Staatssekretär Antonio Pérez zu. Die beiden engagierten sich in der Friedenspartei gegen die harte Politik des Herzogs von Alba in den Niederlanden und verkauften Staatsgeheimnisse an den Meistbietenden. Pérez war als Sekretär für die Angelegenheiten der Niederlande in der Lage, sämtliche Berichte abzufangen und zu seinem eigenen Vorteil zu manipulieren.
In den aufständischen Niederlanden drohte die Lage 1576 aufgrund einer Meuterei in der spanischen Armee und dem Tod des bisherigen Statthalters, Luis de Zúñiga y Requesens, zu eskalieren. Es gelang Philipp II., den populären Don Juan zur Annahme der Generalstatthalterwürde zu bewegen, und nach langen Verhandlungen am 12. Februar 1577 unterzeichnete Don Juan mit den Generalstaaten das Ewige Edikt. Durch das Edikt konnte die Lage zunächst beruhigt werden und Don Juan konnte am 1. Mai 1577 feierlich in Brüssel einziehen. Aufgrund der großen Beliebtheit seines Halbbruders wurde der König zunehmend misstrauisch und verweigerte ihm weitere Unterstützung. Diesen Umstand versuchten Antonio Pérez und Ana de Mendoza zu ihrem persönlichen Vorteil auszunutzen. Auf Initiative von Pérez hatte man bereits den Sekretär Juan de Escobedo im näheren Umfeld Don Juans installiert, um diesen auszuspionieren. Wider Erwarten hielt Escobedo jedoch seinem neuen Herrn die Treue und wurde in diplomatischer Mission nach Madrid entsandt, um Finanzhilfen zu erbitten. In diesem Schritt sah Philipp Verrat gegen seine Person und erteilte Pérez im Geheimen die Zustimmung, gegen diese Verschwörung vorzugehen, entfernte sich aus Madrid und ließ Escobedo in der Nacht des 31. März 1578 erdolchen. Auch der inzwischen erkrankte Don Juan überlebte in den Niederlanden nur knapp einen Mordanschlag, der von englischer Seite aus auf ihn geplant war, da die englische Königin Elisabeth I. befürchtete, dass er mit seinem Heer Maria Stuart gewaltsam befreien und sie heiraten könnte oder auch, dass es ihm gelingen könnte, die Niederlande zu unterwerfen. Er zog sich in ein Feldlager nahe Namur zurück und verstarb am 1. Oktober 1578 vermutlich an Typhus. Es gibt aber auch Gründe anzunehmen, dass er über einen langen Zeitraum durch Gift im Essen getötet wurde, zumal Don Juan monatelang dahingesiecht war.
Auf Wunsch Philipps II. sollte der Leichnam seines Halbbruders nach Spanien überführt werden, wozu dieser zerteilt und in Satteltaschen durch Frankreich nach Madrid geschmuggelt und wieder zusammengesetzt wurde. Philipp wurde zunehmend misstrauisch gegenüber den Motiven seines Sekretärs und erkannte, dass er einem Verbrechen zugestimmt hatte. Er ließ Pérez fallen und entschloss sich, entschieden gegen ihn vorzugehen. Auf Befehl des Königs wurde Pérez verhaftet und nach einem langwierigen Prozess in Turégano inhaftiert. Ana de Mendoza wurde des Verrats bezichtigt und zu lebenslangem Hausarrest in ihrem Schloss in Pastrana verurteilt.

### Union mit Portugal

Die gelb markierten Territorien markieren die europäischen Besitzungen Philipps II. ab 1580

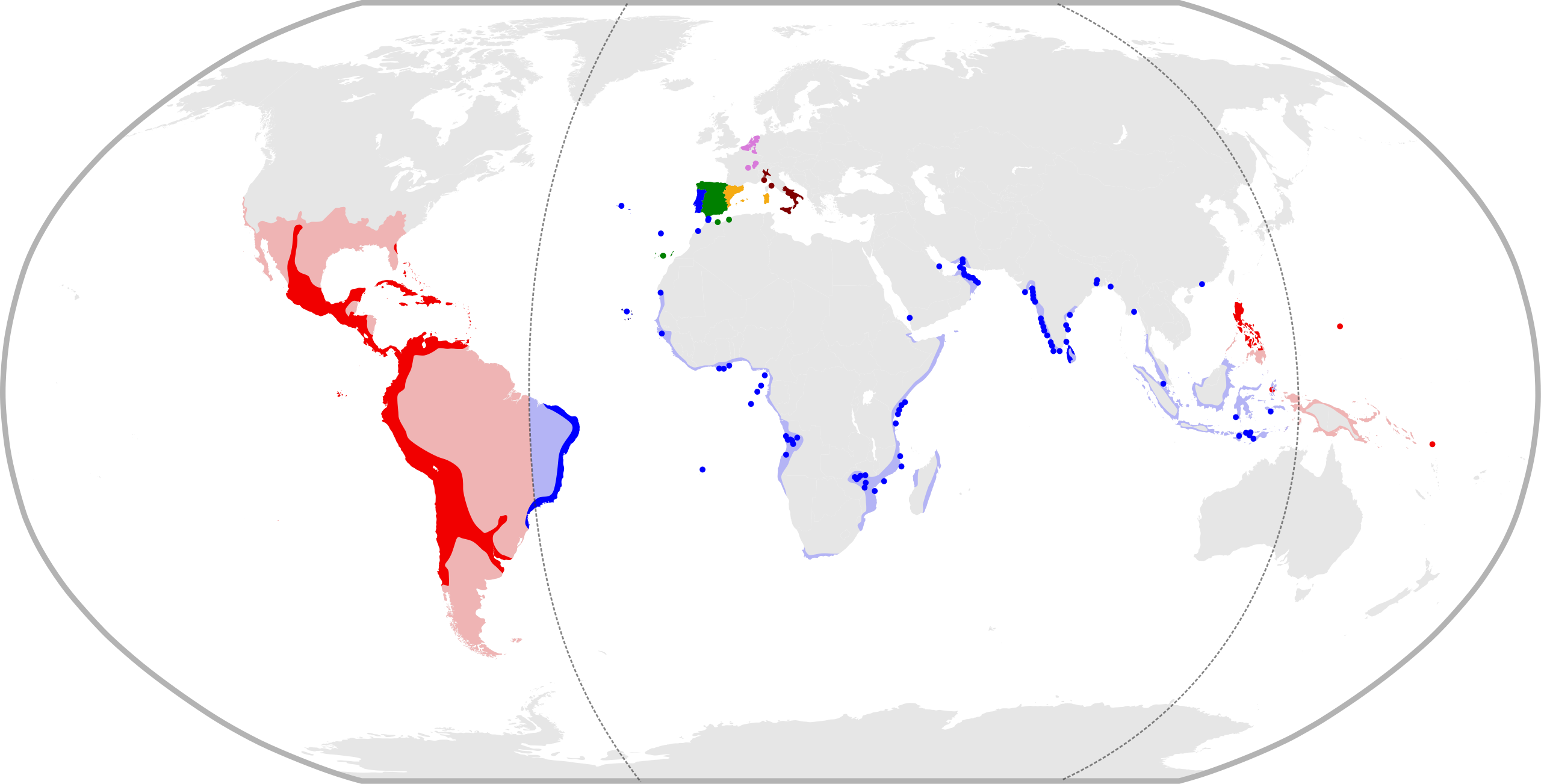
Philipps Besitzungen 1598

Am 31. Januar 1580 starb der portugiesische Kardinalkönig Heinrich I., wodurch das bisher in Portugal regierende Haus Avis ohne männlichen Thronerben war. Aufgrund der engen Verwandtschaftsverhältnisse zu den spanischen Habsburgern hatte der Verstorbene mit Philipp II. einen Sohn Isabellas von Portugal testamentarisch als Nachfolger bestimmt. Die dadurch verwirklichte Personalunion mit Spanien stieß in Portugal auf Ablehnung. Der ambitionierte António von Crato nutzte die Unzufriedenheit und erklärte sich am 24. Juli zum portugiesischen Gegenkönig, der insbesondere durch den niederen Klerus, Handwerker und Arbeiter unterstützt wurde. Philipp war entschlossen, seinen Anspruch auf den Thron aufrechtzuerhalten und beauftragte den Herzog von Alba diesen militärisch durchzusetzen. In der Schlacht von Alcântara am 25. August konnte das spanische Heer die Truppen des Gegenkönigs schlagen, der glücklose António von Crato musste nach Frankreich ins Exil gehen. Durch die Zahlung großer Geldbeträge und der Zusicherung ihrer Rechte konnte Philipp den portugiesischen Adel für sich gewinnen. Er wurde – in Abwesenheit – durch die vereinigten Cortes in Tomar am 12. September zu Philipp I. von Portugal proklamiert. Im Dezember 1580 traf Philipp in Portugal ein. Am 15. April 1581 schworen ihm die portugiesischen Cortes in Tomar die Treue.
Von 1580 bis 1583 residierte Philipp im Lissaboner Paço da Ribeira, den er im Stil des Manierismus nach Entwürfen von Filippo Terzi großzügig umgestalten ließ. Vor seiner Rückkehr nach Spanien ernannte er seinen Neffen und Schwiegersohn Albrecht zum Vizekönig. Die von Philipp begründete Personalunion bestand bis 1640.

### Krieg gegen England

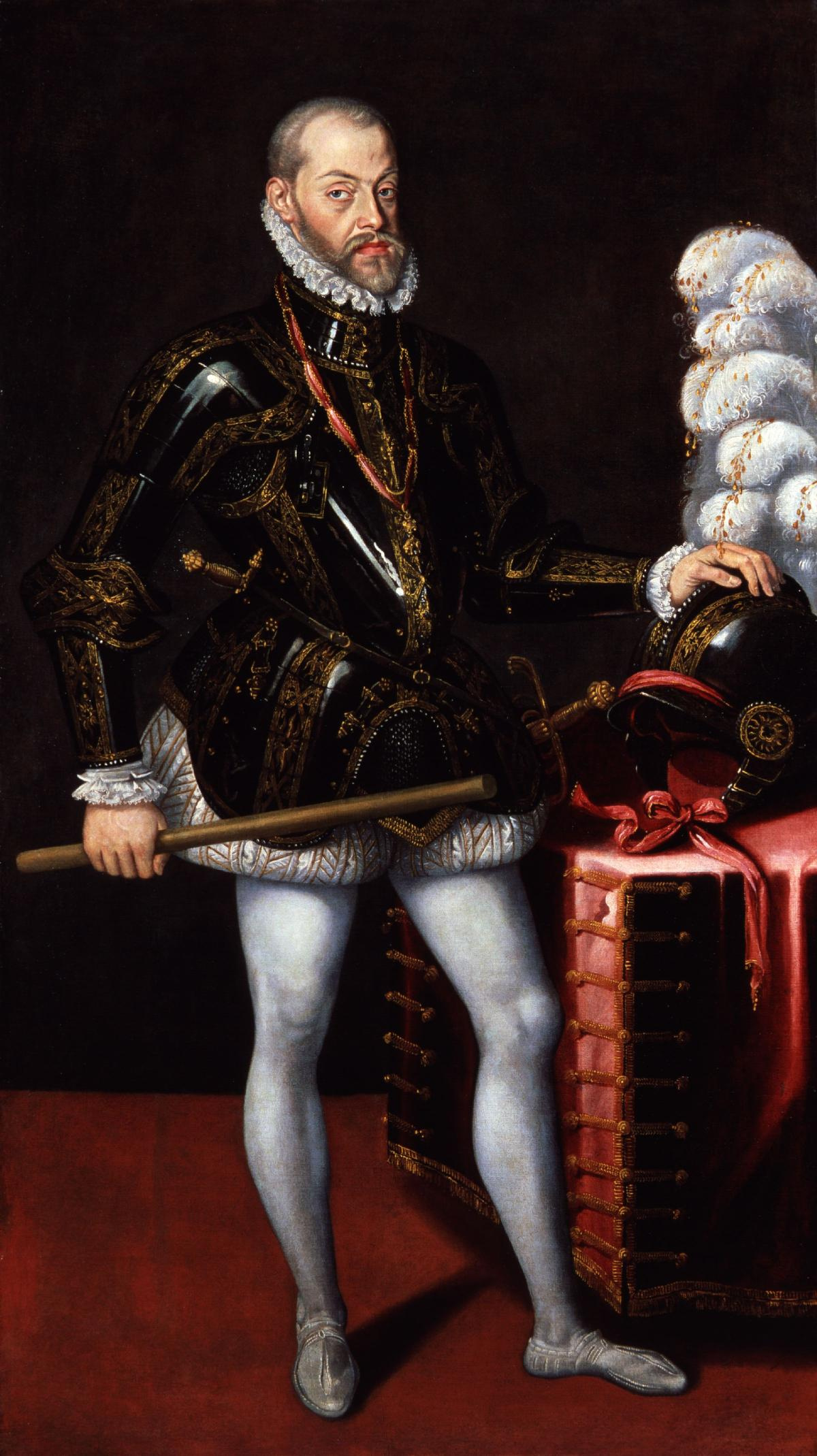
Philipp II. in Rüstung (um 1580)

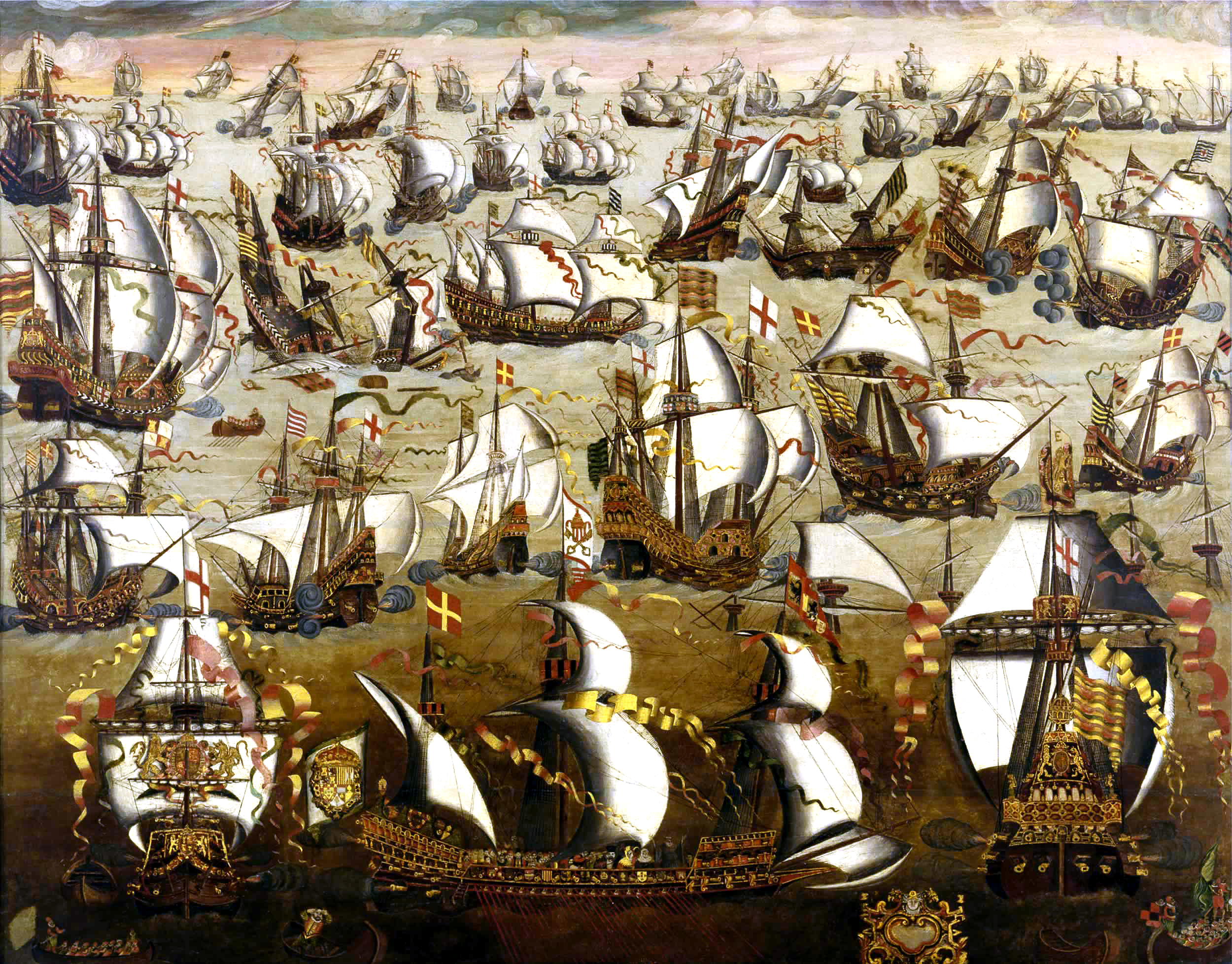
Die Schlacht zwischen der Spanischen Armada und der englischen Flotte (Gemälde der Englischen Schule, 16. Jahrhundert)

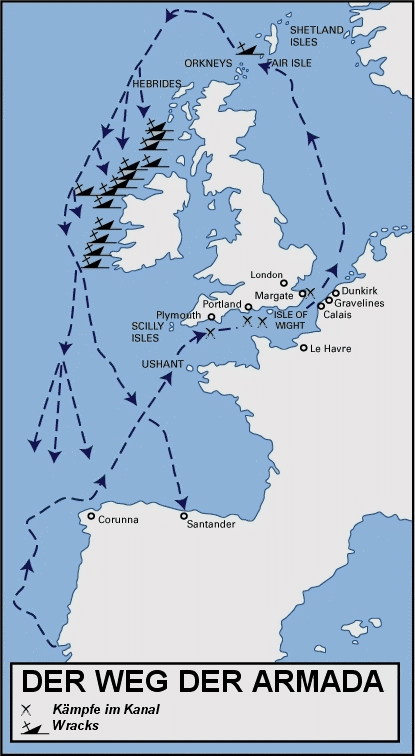
Der Weg der Armada (1588)

Die umfangreichen Gold- und Silberimporte aus den südamerikanischen Kolonien waren elementar für die spanische Wirtschaft und erlaubten es Philipp II., großen Druck auf seine Gegner auszuüben und die eigene Vormachtstellung in Europa zu sichern.
Die ab 1568 zunehmenden Angriffe englischer Freibeuter wie Francis Drake und John Hawkins auf die Konvois der Silberflotte und Stützpunkte auf den Westindischen Inseln brachten den Fluss der Edelmetalle nach Europa zum Erlahmen und gefährdeten die spanische Vormachtstellung. Die englische Königin Elisabeth bestritt, insbesondere nach der Annexion Portugals ab 1580, den spanisch-portugiesischen Entdeckeranspruch sowie die päpstliche Aufteilung der „Neuen Welt“ (Vertrag von Tordesillas). Der zunehmende spanisch-englische Gegensatz wurde durch die Religionsfrage weiter verschärft und im europäischen Machtgeflecht avancierte England zum Hauptgegner Spaniens. Elisabeth unterstützte die Protestanten in den Niederlanden und Frankreich, während der streng katholische Philipp die katholische Bewegung in England unterstützte. Sollte England besiegt werden, hätte dies gleichzeitig den Zusammenbruch der aufständischen Niederlande bedeutet. Seit dem Krieg mit den Osmanen und der Vereinigung mit der Seemacht Portugal war die spanische Flotte stark genug, um einen Schlag gegen England zu führen. Ab 1582/83 strengte Philipp ernsthafte Überlegungen für ein gegen England gerichtetes militärisches Landungsunternehmen an. Am 4. April 1581 hatte Elisabeth Francis Drake an Bord seines Schiffes in den Ritterstand erhoben, anstatt ihn, wie von Philipp in einer Protestnote gefordert, auszuliefern. Als Drake, von seiner Königin offiziell legitimiert, 1585 die Hafenstadt Vigo angriff und Santiago auf den Kapverdischen Inseln plünderte, fasste Philipp den Entschluss zu einer breit angelegten Invasion. Da er zudem England rekatholisieren sowie seine Ansprüche auf den englischen Thron durchzusetzen suchte, wurde sein Vorhaben durch den Papst gebilligt.
Philipp bewilligte enorme finanzielle Mittel für die geplante Invasion, was den ohnehin notorisch stark beanspruchten Staatshaushalt weiter belastete. Für den Aufbau der Armada hatte der König Krongüter und Adelstitel verkaufen müssen, um die Summe von etwa zehn Millionen Dukaten aufbringen zu können, die die Flotte letztendlich kostete. Mit der Durchführung des Unternehmens beauftragte er Admiral Álvaro de Bazán, der noch während der Sammlung des Flottenverbandes in Lissabon am 9. Februar 1588 verstarb. Zum Nachfolger ernannte er Alonso Pérez de Guzmán, Herzog von Medina-Sidonia gegen dessen ausdrücklichen Wunsch. Der Herzog war bislang im Verwaltungsdienst tätig gewesen und besaß keinerlei nautische Kenntnisse, weshalb er den König zur Rücknahme der Ernennung bewegen wollte. In einem Brief wies er Philipp auf seine Unkenntnis des Seewesens, seine schlechte Gesundheit und Neigung zur Seekrankheit hin; Fakten, die es ihm unmöglich machten, den Oberbefehl anzunehmen. Die Ernennung wurde nicht rückgängig gemacht und Philipp erteilte ihm am 1. April 1588 folgenden Auftrag: „Wenn ihr meine Befehle erhaltet, werdet Ihr mit der ganzen Armada auslaufen und gerade nach dem englischen Kanal segeln, durch diesen werdet ihr weiter bis zum Kap Marget fahren, um dort dem Herzog von Parma, meinem Neffen, die Hand zu reichen und ihm den Weg für seine Überfahrt freizumachen und zu sichern…“
Am 19. Mai 1588 lief die Armada mit 130 Schiffen aus der Mündung des Tajo aus, ergänzte sich in A Coruña und erreichte Anfang August den Ärmelkanal. Bei Gravelines sollte die planmäßige Einschiffung starker Landungstruppen unter Alessandro Farnese, Herzog von Parma erfolgen. Doch Gegenangriffe der wendigen, moderner bewaffneten englischen Flotte unter Charles Howard, 1. Earl of Nottingham und Francis Drake sowie der Einsatz von Brandern am 8. August brachten Unordnung in das spanische Geschwader (Seeschlacht von Gravelines). In der Straße von Dover erlitt die Flotte durch die Verfolger weitere Verluste und konnte die geplante Aufnahme der Landungstruppen nicht durchführen. Etwa 30 Galeonen wurden vom Feind aufgebracht oder gingen verloren, die Opferzahlen der Engländer lagen etwa bei der Hälfte der spanischen und waren weitestgehend auf Krankheiten zurückzuführen. Der für das Unternehmen nicht ausgebildete Herzog von Medina-Sidonia brach die Unternehmung ab, befahl den Rückzug über die schottische Nordküste und Irland herum, die einsetzenden Unwetter brachten der Armada die schwersten Verluste bei, weshalb Ende September 1588 lediglich 65 Schiffe den Hafen von Santander erreichten. Als Philipp die Nachricht von der Niederlage überbracht wurde, soll er gesagt haben: „Ich habe meine Schiffe gegen Menschen ausgesandt und nicht gegen Wasser und Winde.“
Zwar war die spanische Flotte auch in der Folgezeit noch durchaus schlagkräftig, wie sich 1589 bei der Abwehr des Gegenangriffs durch die Englische Armada zeigen sollte, jedoch markierte die Niederlage den Beginn der Stagnation Spaniens. England hatte dem Weltreich erfolgreich getrotzt und so die Notwendigkeit aufgezeigt, ein gewaltiges Kolonialreich mit einer entsprechenden Flotte zu schützen. Als Reaktion auf das Ergebnis der Seeschlacht begann Philipp erst nach 1588 verstärkt, systematisch eine hochseetaugliche Flotte für den Einsatz im Atlantik aufzubauen. Die englisch-spanische Auseinandersetzung endete erst 1604.
Was Philipp II. 1588 wirklich verlor, war die mit dem Unternehmen Armada verbundene Propagandaschlacht. Elisabeth I. konnte diese so nachhaltig für sich entscheiden, dass bis in die jüngste Zeit hinein selbst historisch Gebildete unhinterfragt glauben, die spanische Vorherrschaft zur See sei damals tatsächlich dramatisch und anhaltend geschwächt worden.

### Neuer Krieg gegen Frankreich

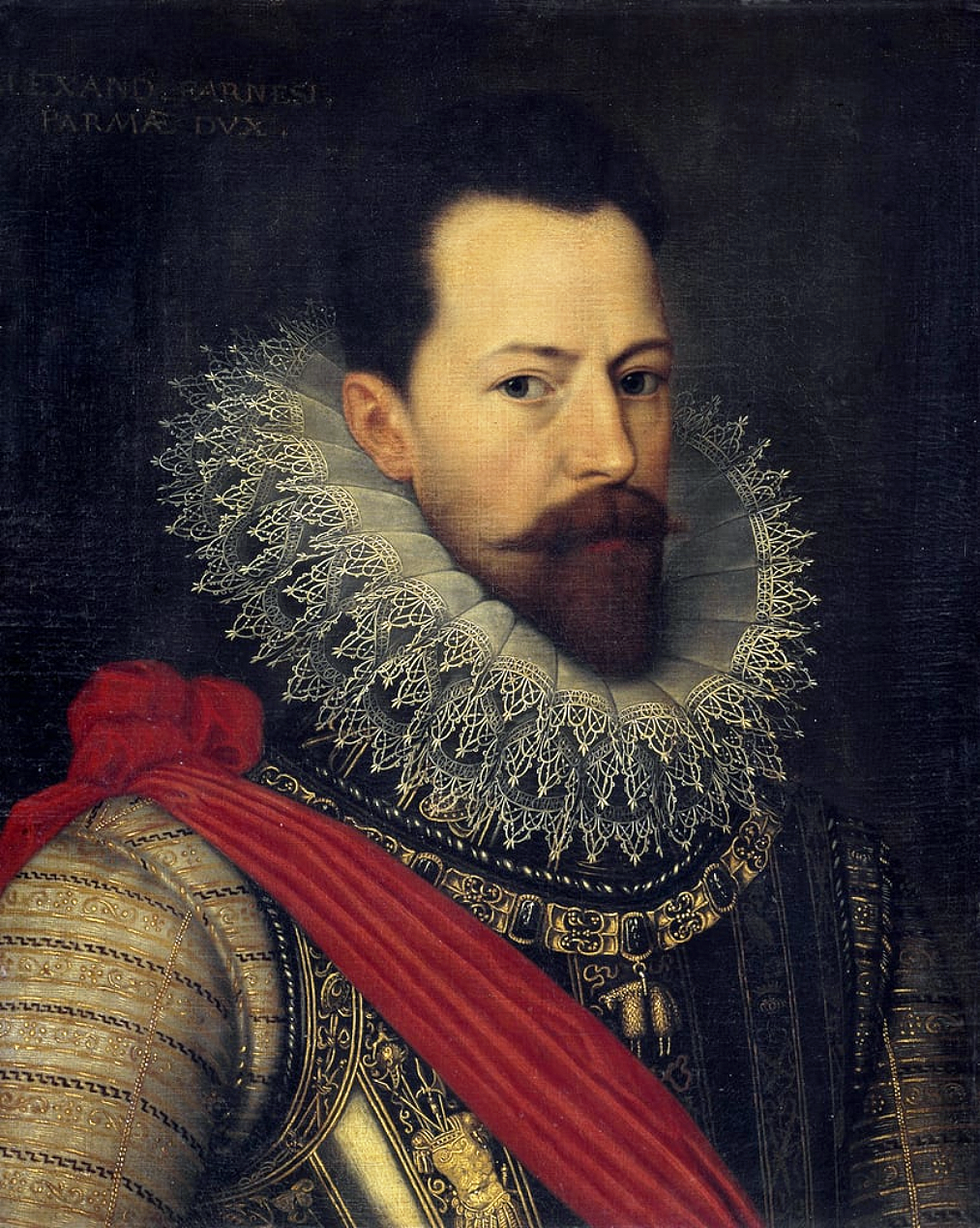
Alexander Farnese, Herzog von Parma, Statthalter der Niederlande

Am 2. August 1589 wurde König Heinrich III. von Frankreich ermordet, die männliche Linie der Valois war somit erloschen. Philipp erhob Thronansprüche für seine Tochter Isabella Clara Eugenia, da sie Heinrichs Nichte war. Der Thronanspruch hatte aber keine rechtliche Grundlage, da das salische Gesetz in Frankreich die weibliche Erbfolge ausschloss und Elisabeth von Valois bei ihrer Hochzeit auf all ihre Ansprüche auf den französischen Thron verzichtet hatte. Der rechtmäßige König nach dem französischen Erbgesetz war der protestantische König Heinrich von Navarra, der als Heinrich IV. den Thron bestieg.
Von 1590 bis 1598 griff Philipp, vom Papst unterstützt, auf der Seite der französischen Katholiken in den Religionskrieg gegen Heinrich IV. ein. Spaniens Statthalter in den Niederlanden, Alexander Farnese, zog 1590 mit einem starken Heer nach Frankreich und entsetzte das von Heinrich belagerte Paris. Er versorgte die Stadt mit Lebensmitteln, erstürmte Lagny und rückte bis vor Corbeil, welches Paris die Zufuhr abschnitt. Die Niederländer unter Moritz von Nassau nahmen derweil im niederländischen Hinterland mehrere Städte ein und bedrohten Brüssel. Farnese musste zurückeilen, erhielt aber vom König nicht genug Zeit, die Sache richtig zu ordnen, sondern musste 1591 erneut in Frankreich einrücken. Er eroberte Caudebec und entsetzte beim Einmarsch in die Normandie auch das von Heinrich belagerte Rouen. Mehr konnte Farnese nicht bewirken, da er nicht nur beständig Heinrichs weit überlegene Macht vor sich hatte, sondern ihm auch der verbündete Herzog von Mayenne misstrauisch die Truppenhilfe verweigerte. Gesundheitlich angeschlagen, musste Farnese sich nach einem vergeblichen Versuch, St. Quentin zu erobern zurückziehen; seine schon geschwächten Truppen standen noch bei Arras, als ihn dort am 2. Dezember 1592 der Fiebertod ereilte. Im März 1594 verließ die letzte spanische Garnison Paris, das daraufhin die neue Hauptstadt Heinrichs IV. wurde. Im Januar 1595 schloss Frankreich mit England und den Generalstaaten eine starke Koalition gegen Spanien, wo es infolge der Kriegskosten zu einem neuen Staatsbankrott kam. Am 2. Mai 1598 vermittelte der neue Statthalter der Spanischen Niederlande, Erzherzog Albrecht, mit Heinrich IV. den Frieden von Vervins, der den Gebietszustand von 1559 wieder herstellte.

### Staatsbankrotte
Der Wohlstand des kastilischen Kernlandes war die materielle Grundlage für Philipps Weltreich. Die immensen Gold- und Silberimporte aus den amerikanischen Kolonien (siehe Cerro Rico in Potosí) und später auch die Einkünfte aus den portugiesischen Besitzungen (Indienhandel) ermöglichten es ihm, größeren militärischen Druck auf die außenpolitischen Feinde Spaniens auszuüben, führten jedoch zu einer erhöhten Abhängigkeit der einheimischen Wirtschaft von den Edelmetallen.
Die geltungskonsumierende Aristokratie eignete sich einen Großteil der Reichtümer aus Amerika an und verbrauchte diese für die Einfuhr von Fertigerzeugnissen. Statt in Produktionsmittel zu investieren, wurden Rohstoffe exportiert und teure Manufakturwaren nach Spanien importiert. Das sorgte für eine ungünstige Handelsbilanz; spanische Produkte waren auf dem europäischen Markt nicht mehr konkurrenzfähig, was zu ständigem Geldmangel führte. Handel und Gewerbe verfielen, die Inflation, hervorgerufen durch die hohen Staatsausgaben für die Kriegsführung, nahm zu (unter Philipps Herrschaft stiegen die Preise um das Fünffache). Kastilien verarmte zusehends, Philipp musste die hohen Ausgaben durch Kredite bei ausländischen Geldgebern, vor allem bei den Bankhäusern aus Genua und Augsburg, finanzieren. Am Ende seiner Regierungszeit machten die jährlichen Zinszahlungen für die Kredite 40 Prozent der staatlichen Einnahmen aus. Der König sah sich gezwungen, die Kredite mit immer neuen Schuldverschreibungen („Juros“) zu decken. Obwohl in den letzten Jahren des 16. Jahrhunderts mehr Gold und Silber aus Amerika importiert wurden als jemals zuvor, war Spanien faktisch zahlungsunfähig.
Als Resultat dieser Wirtschaftspolitik war Philipp II. während seiner Regierungszeit dreimal gezwungen, seinen Gläubigern den Staatsbankrott zu erklären: In den Jahren 1557, 1575 und 1596 konnten keine Zahlungen mehr geleistet werden. 1557 war das Handelshaus der Welser im Besonderen durch den Bankrott betroffen. Die letzte Suspendierung von Zahlungen in seiner Regentschaft verfügte er am 29. November 1596.
Ein Staatsbankrott wird heutzutage als sehr bedrohlich angesehen, zur damaligen Zeit bedeutete es lediglich, dass ein Staatsoberhaupt erklärte, nicht mehr bereit oder nicht mehr willens zu sein, seine Gläubiger zu bedienen. Man befürchtete, dass sich als Folge andere potenzielle Gläubiger nicht (mehr) bereit erklären, einem Staat Geld zu leihen, was aber nicht passierte – sie waren weiterhin bereit, dem König Geld zu leihen.

### Lebensende

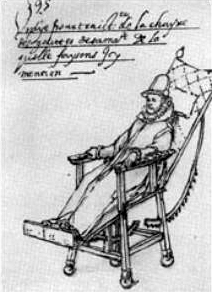
Rollstuhl Philipps II. (um 1595)

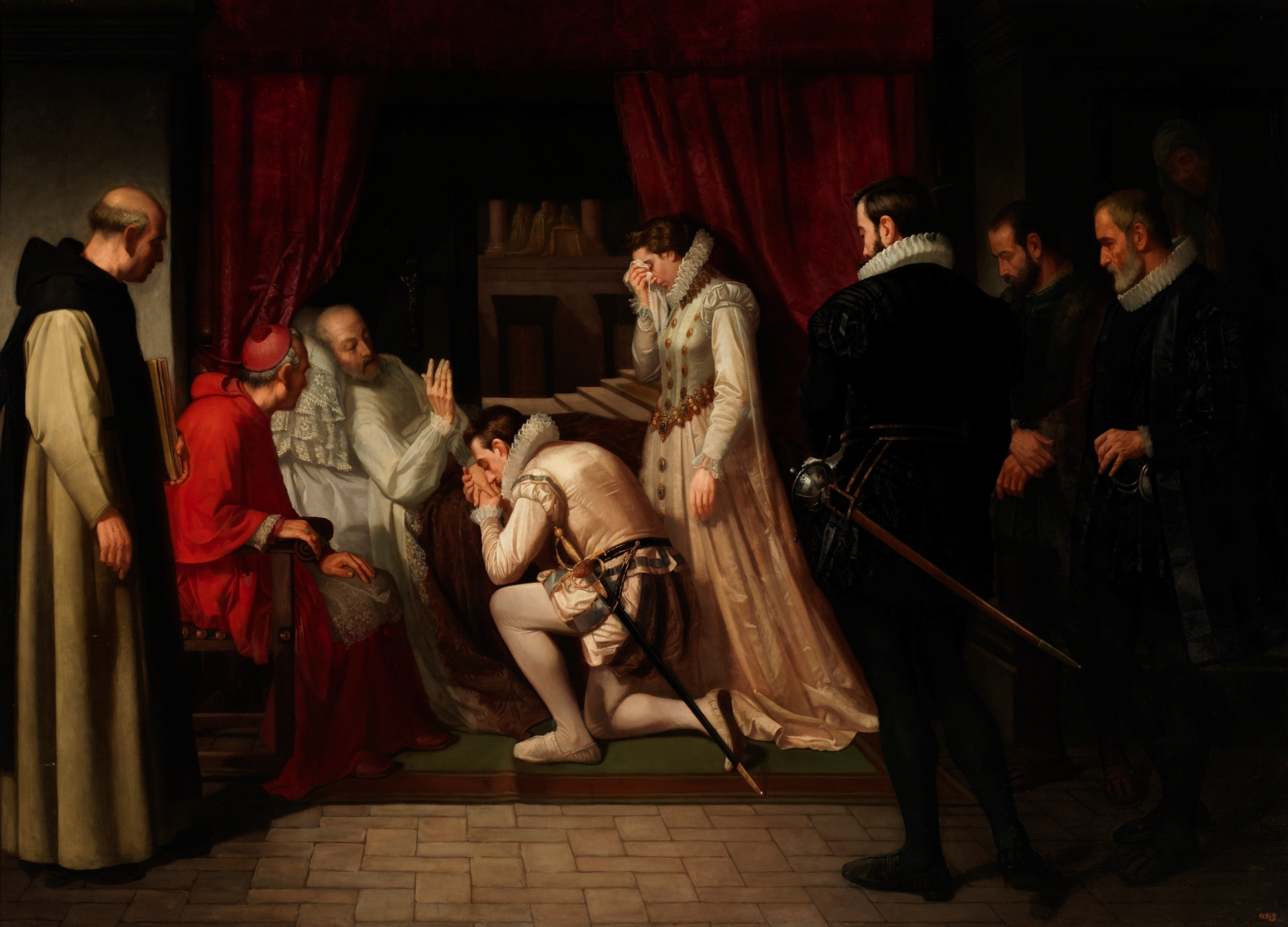
Historienbildnis von Francisco Jover y Casanova (1864): Philipp II. auf dem Sterbebett

An seinem Lebensende war das Scheitern der Politik Philipps II. erkennbar und er erlebte den Aufstieg derer, die er erbittert bekämpft hatte. Trotz seiner brutalen Politik der Unterdrückung standen die Niederlande im offenen Konflikt zu Spanien, England war unter Elisabeth I. zur Seemacht erstarkt, und Frankreich nach den Hugenottenkriegen unter Heinrich IV. geeint. Auch in Spanien selbst zeichnete sich der Niedergang – begleitet von lokalen Revolten und einer Wirtschaftskrise – ab; die Erschöpfung des Landes führte zu seinem langsamen Abstieg während des 17. Jahrhunderts.
Verstärkt wurde die Resignation Philipps durch den fortschreitenden körperlichen Verfall. Ab 1595 zwang ihn die Gicht, unter der auch sein Vater gelitten hatte, unter starken Schmerzen und fast unbeweglich in einen eigens für ihn angefertigten Rollstuhl. Aufgrund einer Malariainfektion litt er an Fieberschüben. In den letzten Lebensjahren war das Verhältnis zu seiner ältesten Tochter Isabella Clara besonders innig und Philipp bezeichnete sie als Trost seines Alters und Licht seiner Augen. Sie half ihrem Vater bei den Regierungsgeschäften, ordnete seine Unterlagen, las ihm wichtige Botschaften vor und übersetzte für ihn italienische Berichte ins Spanische. Während der letzten drei Monate seines Lebens war Philipp bettlägerig, am Körper traten eiternde Geschwüre auf, ab August 1598 verschlechterte sich sein Gesundheitszustand zusehends. Um die Qualen seiner letzten Tage zu lindern, wandte sich Philipp zur Religion und verstarb im Alter von 71 Jahren am 13. September 1598 gegen fünf Uhr morgens in seinen Gemächern des El Escorial. Er wurde im „Pantheon der Könige“ unterhalb der Palastkirche des Escorial bestattet.
Nachfolger wurde sein ältester Sohn Don Felipe als Philipp III.
Philipp II. trug zum Lebensende hin eine Brille und war der erste bekannte Monarch, der das auch in der Öffentlichkeit tat, worauf Geoffrey Parker hingewiesen hat. In einer Kurznachricht des Königs an seinen Sekretär Mateo Vázquez zeigte dieser allerdings seinen Unwillen, bei der Ausfahrt in der Kutsche mit der Brille gesehen zu werden, weswegen er sich keine Arbeit mitnehme („muy ruin vergüenza es llevar anteojos en el carro“).

## Ahnentafel
|  | |  |  |  |  |  |  |  |  |  |  |  |  |
|  | Maximilian I. (1459–1519) Römisch-deutscher Kaiser                                                                          |  |  |  |  |  |  |  |  |  |  |  |  |
|  | |  |  |  |  |  |  |  |  |  |  |  |  |
|  | |  |  |  |  |  |  |  |  |  |  |  |  |
|  | Philipp der Schöne (1478–1506) König von Kastilien und León                                                                 |  |  |  |  |  |  |  |  |  |  |  |  |
|  | |  |  |  |  |  |  |  |  |  |  |  |  |
|  | |  |  |  |  |  |  |  |  |  |  |  |  |
|  | Maria von Burgund (1457–1482) Herzogin von Burgund                                                                          |  |  |  |  |  |  |  |  |  |  |  |  |
|  | |  |  |  |  |  |  |  |  |  |  |  |  |
|  | |  |  |  |  |  |  |  |  |  |  |  |  |
|  | Karl V. (1500–1558) Römisch-deutscher Kaiser, König von Kastilien, Leon und Aragón                                          |  |  |  |  |  |  |  |  |  |  |  |  |
|  | |  |  |  |  |  |  |  |  |  |  |  |  |
|  | |  |  |  |  |  |  |  |  |  |  |  |  |
|  | Ferdinand II. der Katholische (1452–1516) König von Kastilien, León und Aragón                                              |  |  |  |  |  |  |  |  |  |  |  |  |
|  | |  |  |  |  |  |  |  |  |  |  |  |  |
|  | |  |  |  |  |  |  |  |  |  |  |  |  |
|  | Johanna die Wahnsinnige (1479–1555) Königin von Kastilien und León                                                          |  |  |  |  |  |  |  |  |  |  |  |  |
|  | |  |  |  |  |  |  |  |  |  |  |  |  |
|  | |  |  |  |  |  |  |  |  |  |  |  |  |
|  | Isabella I. die Katholische (1451–1504) Königin von Kastilien und León                                                      |  |  |  |  |  |  |  |  |  |  |  |  |
|  | |  |  |  |  |  |  |  |  |  |  |  |  |
|  | |  |  |  |  |  |  |  |  |  |  |  |  |
|  | Philipp II. (1527–1598) König von Spanien und beider Sizilien, Herzog von Luxemburg und Mailand, Freigraf von Burgund, etc. |  |  |  |  |  |  |  |  |  |  |  |  |
|  | |  |  |  |  |  |  |  |  |  |  |  |  |
|  | |  |  |  |  |  |  |  |  |  |  |  |  |
|  | Ferdinand von Portugal-Viseu (1433–1470) (Haus Avis)                                                                        |  |  |  |  |  |  |  |  |  |  |  |  |
|  | |  |  |  |  |  |  |  |  |  |  |  |  |
|  | |  |  |  |  |  |  |  |  |  |  |  |  |
|  | Manuel I. (1469–1521) König von Portugal                                                                                    |  |  |  |  |  |  |  |  |  |  |  |  |
|  | |  |  |  |  |  |  |  |  |  |  |  |  |
|  | |  |  |  |  |  |  |  |  |  |  |  |  |
|  | Beatrix von Portugal (1430–1506)                                                                                            |  |  |  |  |  |  |  |  |  |  |  |  |
|  | |  |  |  |  |  |  |  |  |  |  |  |  |
|  | |  |  |  |  |  |  |  |  |  |  |  |  |
|  | Isabella von Portugal (1503–1539)                                                                                           |  |  |  |  |  |  |  |  |  |  |  |  |
|  | |  |  |  |  |  |  |  |  |  |  |  |  |
|  | |  |  |  |  |  |  |  |  |  |  |  |  |
|  | Ferdinand II. der Katholische (1452–1516)                                                                                   |  |  |  |  |  |  |  |  |  |  |  |  |
|  | |  |  |  |  |  |  |  |  |  |  |  |  |
|  | |  |  |  |  |  |  |  |  |  |  |  |  |
|  | Maria von Aragón (1482–1517)                                                                                                |  |  |  |  |  |  |  |  |  |  |  |  |
|  | |  |  |  |  |  |  |  |  |  |  |  |  |
|  | |  |  |  |  |  |  |  |  |  |  |  |  |
|  | Isabella I. die Katholische (1451–1504)                                                                                     |  |  |  |  |  |  |  |  |  |  |  |  |
|  | |  |  |  |  |  |  |  |  |  |  |  |  |
|  | |  |  |  |  |  |  |  |  |  |  |  |  |

## Rezeption in der Belletristik
- Hermann Kesten: König Philipp II. Ullstein Verlag, Frankfurt am Main 1982, ISBN 3-548-37112-4.
- Edgar Maass: Der Traum Philipps II. Rowohlt Verlag, Hamburg 1951.
- Reinhold Schneider: Camões oder Untergang und Vollendung der portugiesischen Macht. Philipp II. oder Religion und Macht (= Gesammelte Werke, Bd. 1). Insel-Verlag, Frankfurt am Main 1982, ISBN 3-458-05073-6.